# Castelbuono
Castelbuono (Castiḍḍubbonu in siciliano) è un comune italiano di 7 944 abitanti della città metropolitana di Palermo in Sicilia.

## Geografia fisica

### Territorio
L'abitato sorge a circa 423 m s.l.m., sulle pendici del colle Milocca, tra i centri di Pollina a nord, San Mauro ad est, Geraci Siculo a sud-est, il massiccio delle Madonie a sud ed Isnello e Gibilmanna (Cefalù) ad ovest. Fa parte del Parco delle Madonie.

### Clima
| Castelbuono         | Mesi | Mesi | Mesi | Mesi | Mesi | Mesi | Mesi | Mesi | Mesi | Mesi | Mesi | Mesi | Stagioni | Stagioni | Stagioni | Stagioni | Anno |
| Castelbuono         | Gen  | Feb  | Mar  | Apr  | Mag  | Giu  | Lug  | Ago  | Set  | Ott  | Nov  | Dic  | Inv      | Pri      | Est      | Aut      | Anno |
| ------------------- | ---- | ---- | ---- | ---- | ---- | ---- | ---- | ---- | ---- | ---- | ---- | ---- | -------- | -------- | -------- | -------- | ---- |
| T. max. media (°C)  | 11,5 | 11,9 | 13,5 | 16,1 | 20,8 | 25,2 | 28,2 | 28,4 | 25,2 | 20,4 | 16,3 | 12,9 | 12,1     | 16,8     | 27,3     | 20,6     | 19,2 |
| T. min. media (°C)  | 6,3  | 6,1  | 7,2  | 9,2  | 13,0 | 17,0 | 19,8 | 20,3 | 18,0 | 14,1 | 10,6 | 7,8  | 6,7      | 9,8      | 19,0     | 14,2     | 12,5 |
| Precipitazioni (mm) | 67   | 55   | 46   | 39   | 23   | 8    | 7    | 15   | 38   | 78   | 69   | 70   | 192      | 108      | 30       | 185      | 515  |

## Storia

### Età antica
Le prime tracce di insediamento risalgono all'epoca neolitica (utensili di uso domestico ed armi di pietra levigata), e sono probabilmente attribuibili a popolazioni di stirpe sicana, cacciate dalla costa per l'incalzare di altri popoli, tra i quali i Siculi. I primi insediamenti, quindi, si fanno risalire al III millennio a.C.
All'epoca della colonizzazione greca, risale la figura poetica del pastore Dafni, nato sulle Madonie fra le delizie del Ninpharum Locus, nel boschetto di Lauro irrorato dalle fresche acque sorgive. Etimologicamente a Lauro si fa corrispondere Dafni. Inoltre reperti archeologici (soprattutto materiale fittile nelle tombe) della civiltà greco-romana sono stati rinvenuti nella necropoli di Bergi.

### Età medioevale
Risale all'età bizantina l'attestazione di un casale d'Ypsigro, toponimo interpretato come zona fresca in media altitudine (dal greco ὕψος hypsos 'altezza' e ὑγρός hygròs 'umido, fresco').
Castelbuono deve le sue origini ai Ventimiglia, signori della Contea di Geraci, i quali, agli inizi del Trecento, decidono di costruire un castello sul poggio dominante l'antico casale d'Ypsigro.
Il toponimo d'Ypsigro era ben noto agli storici e geografi del passato, che inizialmente lo collocavano sui Nebrodi. Solo con un documento del 1105 si rinviene l'esatta collocazione. In tale atto scritto - redatto fra l'abate benedettino Ambrosio di Lipari ed il nobile geracese Ugo di Creone - viene descritta la permuta di una frazione di terreno la cui collocazione ha ad oggetto i luoghi adiacenti al colle di San Pietro.
All'età islamica e, in seguito, normanna sono ascrivibili i vari ruderi di fabbricati in contrada San Guglielmo (forse il castello del Kadì), le tracce di necropoli, la tradizione che la vecchia madrice fosse originariamente una moschea, infine l'abside della chiesa di Santa Venera e il portale dell'ex-abbazia di Sant'Anastasia. La zona di Castelbuono sembra coincidere con la località di Riqqat Basili ("campi di Basilio") che nel XII secolo al-Idrisi pone "9 miglia a nord di Geraci", definendoli "rinomati per l'abbondanza e per l'eccellente qualità dei loro prodotti".
Alla fine del Duecento, un gruppo di geracesi si trasferì dalla vicina Fisauli a Ypsigro, probabilmente per la mitezza del clima. La zona si trovava ad ovest dell'attuale castello. A tale epoca risale la prima migrazione di geracesi verso la conca divenuta poi l'attuale Castelbuono.
Il primo documento nel quale si riscontra il nome di Castelbuono risale al 1329. Trattasi di un atto notarile nel quale il conte Francesco Ventimiglia dichiara al vescovo di Cefalù che egli detiene il bosco e le terre di S. Maria di Bisanzio in territorio Castri Boni.
Quanto alla esatta fondazione del castello e, conseguentemente del paese, questa è testimoniata dalla lapide che si trova sull'arco di ingresso del maniero, nella cui incisione in latino, si traduce quanto segue: «L'anno del verbo incarnato 1317, regnando il gloriosissimo Federico, re di Sicilia, noi, Francesco conte di Ventimiglia, di Ischia maggiore e Geraci e signore delle due Petralie, abbiamo incominciato a edificare questo castello belvedere Ypsigro nel nome di Cristo».
La fondazione, pertanto, non risale al 1269, quando ivi si trasferì la popolazione di Fisauli ma, al 1317. Al 1269, risale esclusivamente la costruzione di un fondaco sul colle San Pietro, con scopo di avvistamento (prima idea di roccaforte).
L'abitato sorto presso il fondaco, nel 1282, contava circa trecento abitanti e agli inizi del XIV secolo possedeva già tre chiese e costituiva un centro di una certa importanza.

Stemma di Casa Ventimiglia, principi di Castelbuono

Da tale periodo si fa risalire il dominio della famiglia Ventimiglia sulla contea di Ypsigro, protrattosi fino al XX secolo. Nel 1860 si registra, infatti, l'estinzione della linea maschile diretta e del titolo ma non dell'asse ereditario.
La famiglia Ventimiglia, da cui vennero importanti guerrieri e diplomatici e il cui dominio si estendeva su vari paesi delle Madonie, imparentata con l'imperatore Federico II, proveniva dalla Contea del Maro in Liguria, e arrivò in Sicilia a metà del XIII secolo con Enrico II conte di Ventimiglia e del Maro, figlio del conte Filippo I.
Con Enrico II Ventimiglia ha inizio il ramo siciliano del casato. Egli, infatti, sposò la contessa Isabella discendente del duca Serlo II d'Altavilla, il quale - secondo un'incerta tradizione - sembra abbia governato la contea di Geraci. Con tale matrimonio Enrico divenne conte di Geraci.
Nel 1269 Enrico riceve dal vescovo di Lipari il collem sancti Petri de Ypsigro (colle di San Pietro), permutandolo con altri terreni adiacenti a Geraci (seconda permuta del sito).
Nel 1316 il nipote di Enrico, Francesco I, ottiene dal Papa di poter istituire un cenobio francescano sul colle di Ypsigro, ereditato dal nonno. Da lì a poco ebbe inizio la costruzione del castello riutilizzando una struttura precedente (vecchio fondaco costruito sul colle di San Pietro), secondo il modello del maschio (torrione centrale) cui si affianca la residenza del signore.
Alla morte di Francesco Ventimiglia, avvenuta nel 1338, la contea di Geraci e Castelbuono venne confiscata da Pietro d'Aragona, passando nel dominio regio, fino alla restituzione ai figli Emanuele e Francesco II Ventimiglia nel 1354.
Nel 1454, Giovanni I Ventimiglia, marchese di Geraci, decise di trasferire la sua “corte” a Castelbuono; tale avvenimento, nella specie, contribuì alla rinascita culturale ed economica dell'abitato. Dalla situazione anzi rappresentata, peraltro, derivò una inevitabile conseguenza: lo spostamento della sacra Reliquia del teschio di Sant'Anna, dono del Duca di Lorena, la quale, fino ad allora, risultava venerata nel castello di Geraci.
Tale reliquia, nella specie, rinvenuta durante il periodo delle crociate, era stata precedentemente trasferita in Sicilia, probabilmente dal conte Enrico II di Ventimiglia. Nello stesso torno d'anni il Marchese decise di innalzare il mausoleo di famiglia dove si fece seppellire. Il mausoleo sulla fiancata della chiesa francescana in prossimità del coro. L'edificio presenta un impianto ottagono cupolato. Sulle facce del mausoleo si aprono monofore centinate a tutto sesto. Un alto tamburo nascondeva in origine l'estradosso della cupola, attualmente appare fortemente estradossato. La struttura voluta da Giovanni Ventimiglia si ricollega a tutta una serie di mausolei principeschi realizzati nello stesso torno d'anni in altri feudi del Regno napoletano. Ricordiamo tra gli altri la cappella - mausoleo di Sergianni Caracciolo; la tribuna ottagona di Galatina voluta dal Principe di Taranto Giovanni Antonio Del Balzo Orsini e la cappella dei principi di Bisignano voluta da Antonio Sanseverino e realizzata a Cosenza.

### Età moderna
Nel 1595 Giovanni III Ventimiglia e Ventimiglia (figlio di Maria Ventimiglia di Ciminna), ottenne il titolo di principe di Castelbuono, e il paese divenne contemporaneamente "capitale dello Stato di Geraci". Il principe, in qualità di Principe dell'Accademia della Stella organizzò il plotone d'onore dei "Cavalieri della Stella", giovani che si addestravano nell'esercizio delle armi e dell'equitazione. Il campo d'addestramento, recinto da mura, corrispondeva alla spianata orientale del castello, chiamato poi il Piano del Marchese. Notevole fu lo sviluppo religioso, culturale ed artistico grazie a questo personaggio, il quale chiamò a Castelbuono i padri Cappuccini e i padri Domenicani (ai quali venne affidata l'istruzione pubblica) per cui furono eretti i conventi con le chiese annesse. Egli iniziò anche la costruzione della Matrice Nuova nel 1602 e nel 1614 fece trasportare la fontana di Venere Ciprea nel corso principale.
Nel 1632 "la terra" ottenne lo status di "città". In quest'epoca possedeva i tratti d'una città giardino realizzata secondo modelli probabilmente ispirati a Francesco Maurolico. Nella nuova trama urbana, per tutta la seconda metà del secolo, s'incastrarono chiese, conventi e fontane, mentre la Nuova Matrice si aprirà al culto nel 1701. Particolarmente vivace fu la vita culturale: i Serpotta lavorarono alla cappella di Sant'Anna, il castello viene ristrutturato e i Ventimiglia dotarono la città di un teatro. Molto attive furono alcune accademie letterarie e Torquato Tasso fu per un periodo tra gli artisti di corte. Negli ultimi decenni del Settecento la città era divenuta centro di interesse per alcune casate nobiliari delle Madonie, mentre la popolazione subiva il gravoso dispotismo del principe.
L'ultimo del ramo principale dei Ventimiglia di Geraci, fu Giovanni Luigi VIII, il quale, in seguito ad un'epidemia di colera si autoinvestì del titolo di abate di Santa Maria del Parto. Lo stesso morì nel 1860. E i titoli passarono a Carlo Antonio II Ventimiglia Maniaci, dei Principi di Grammonte.

### Età contemporanea

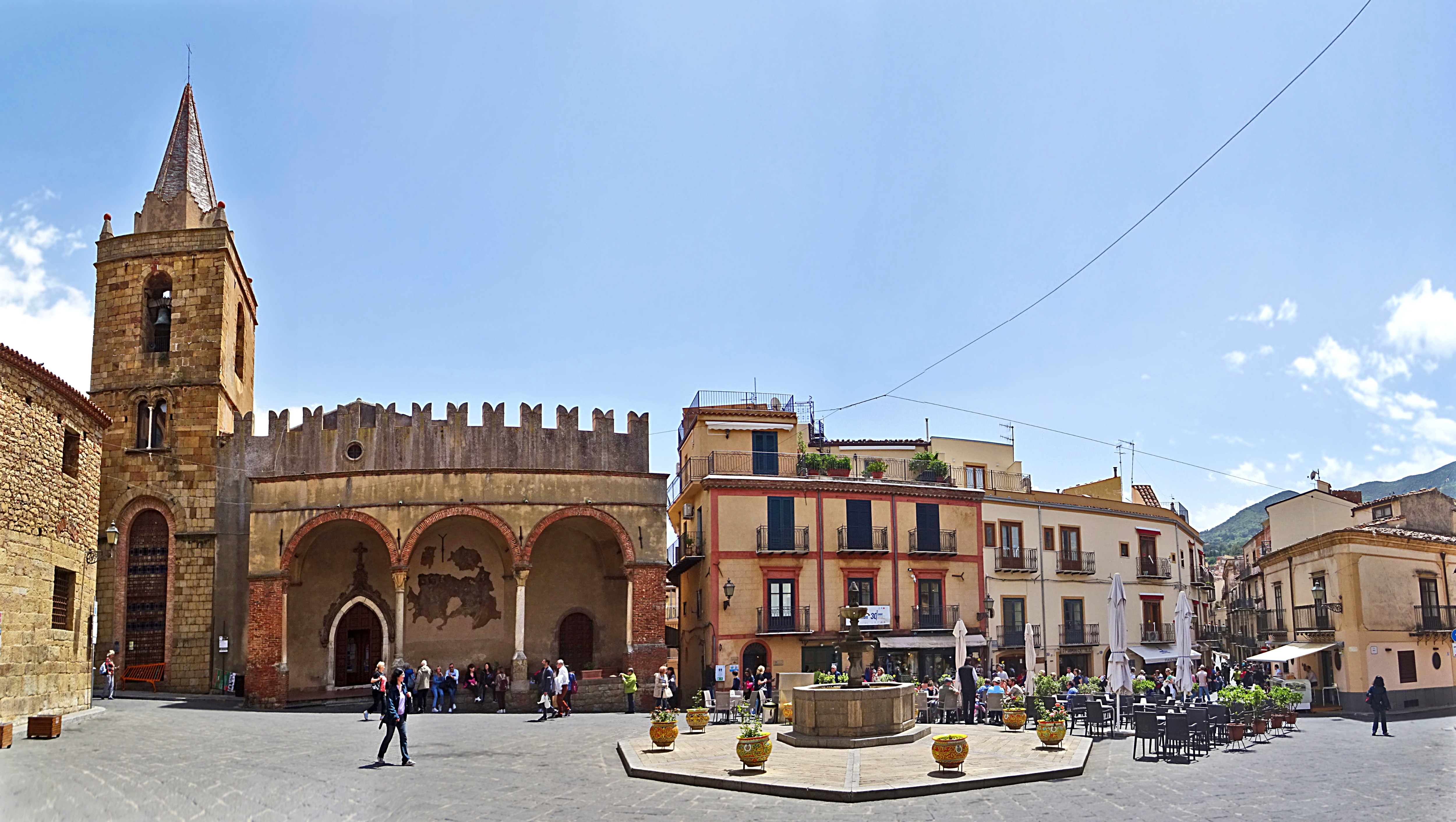
Piazza Margherita, al centro di Castelbuono. A sinistra la matrice vecchia

Nel 1812, la costituzione siciliana abolisce i privilegi feudali; ciò, tuttavia, non comporta il venir meno della nobiltà locale. Si registra, invero, in tale periodo, la presenza di attive casate.
In particolare, tra queste, si ricordano: i Guerrieri, i Collotti ed i Galbo.
Tali famiglie, nella specie, contribuirono allo sviluppo culturale, nonché, economico del paese, mediante l'esportazione della manna nella vicina città di Palermo. Prodotto, quest'ultimo, ad oggi utilizzato nelle Madonie sia in campo gastronomico che omeopatico.
Sempre in tale periodo, si segnala la presenza di alcune famiglie borghesi, i cui appartenenti, diedero numerosi contributi in termini di ricerca medico-scientifica, tra questi, occorre far riferimento alla figura di Francesco Minà Palumbo.
Tra il 1828 e il 1820, diverse scosse sismiche danneggiarono il castello, e la Matrice Nuova perse i campanili e la cupola. Nel castello fu demolito l'ultimo piano e, ingrandita la cappella, si crearono l'ingresso attuale e la sacrestia.
La città partecipò alle rivolte contro i Borboni nel 1848 e nel 1860, ricevendo elogi da Giuseppe Garibaldi. Aderì alla rivolta sociale dei fasci siciliani nel 1893, durante la quale subì lo stato d'assedio.
Un importante personaggio nella Castelbuono risorgimentale fu il barone Francesco Maria Guerrieri Failla, poeta e patriota, nato a Castelbuono il 21 febbraio 1831 e morto ivi il 29 agosto 1900.
Compì i suoi studi a Palermo, prima nel Collegio dei Nobili, e successivamente nell'Ateneo Palermitano. Quando il moto del 4 aprile 1860 (moto della Gancia) fallì, il 18 aprile 1860 Francesco Maria Guerrieri scrisse un proclama: "Italiani di Castelbuono l'alba della rigenerazione è giunta... uno è il principio, uno il fine, sottrarci tutti all'infame gioco dei tiranni" e innalza il vessillo tricolore sul campanile della chiesa di S. Antonio Abate.

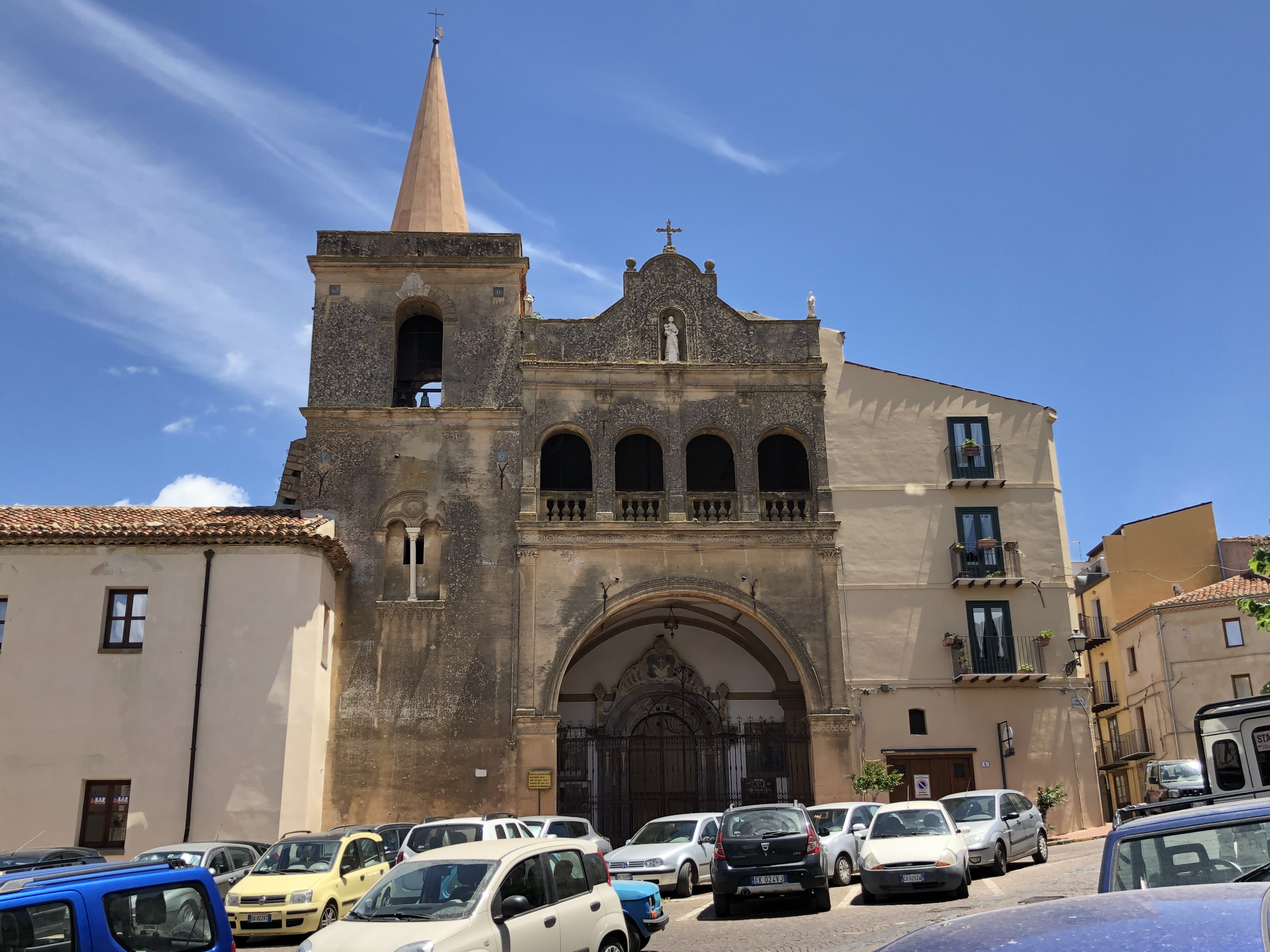
Chiesa di San Francesco

Dopo il 900 ha inizio la storia contemporanea di Castelbuono. Anche nella cittadina scende l'incubo del primo conflitto bellico. Complessivamente il tributo di Castelbuono fu il seguente: 163 morti, 411 feriti oltre i dispersi in campo ed i morti in prigionia.
La situazione non muta con la seconda guerra mondiale, preceduta dalle vicende del fascismo.
A Castelbuono, inneggia la propaganda fascista: adunanze di balilla, piccole italiane e figli della lupa. Si ascolta Radio Londra ed il paese subisce i bombardamenti. Celebre fu quello che investì la Matrice Vecchia, ad angolo con la discesa del Collegio.
A tale periodo, risale anche la fugace visita di Mussolini a Castelbuono. L'evento era atteso per le ore 15 del 6 maggio 1924. Grandi preparativi furono allestiti, con le scolaresche e le autorità. Alle 18, dopo tre ore di attesa, lo stesso si presentò a bordo della sua Alfa Romeo, non scese dall'auto, e si limitò a stringere velocemente la mano al Sindaco, ripartendo di gran fretta. In molti si chiesero il perché di tanta celerità. L'ipotesi più accreditata fa riferimento ai 552 "solisti", vale a dire ai castelbuonesi che, nelle elezioni del mese precedente, avevano votato la lista socialista del Sole.

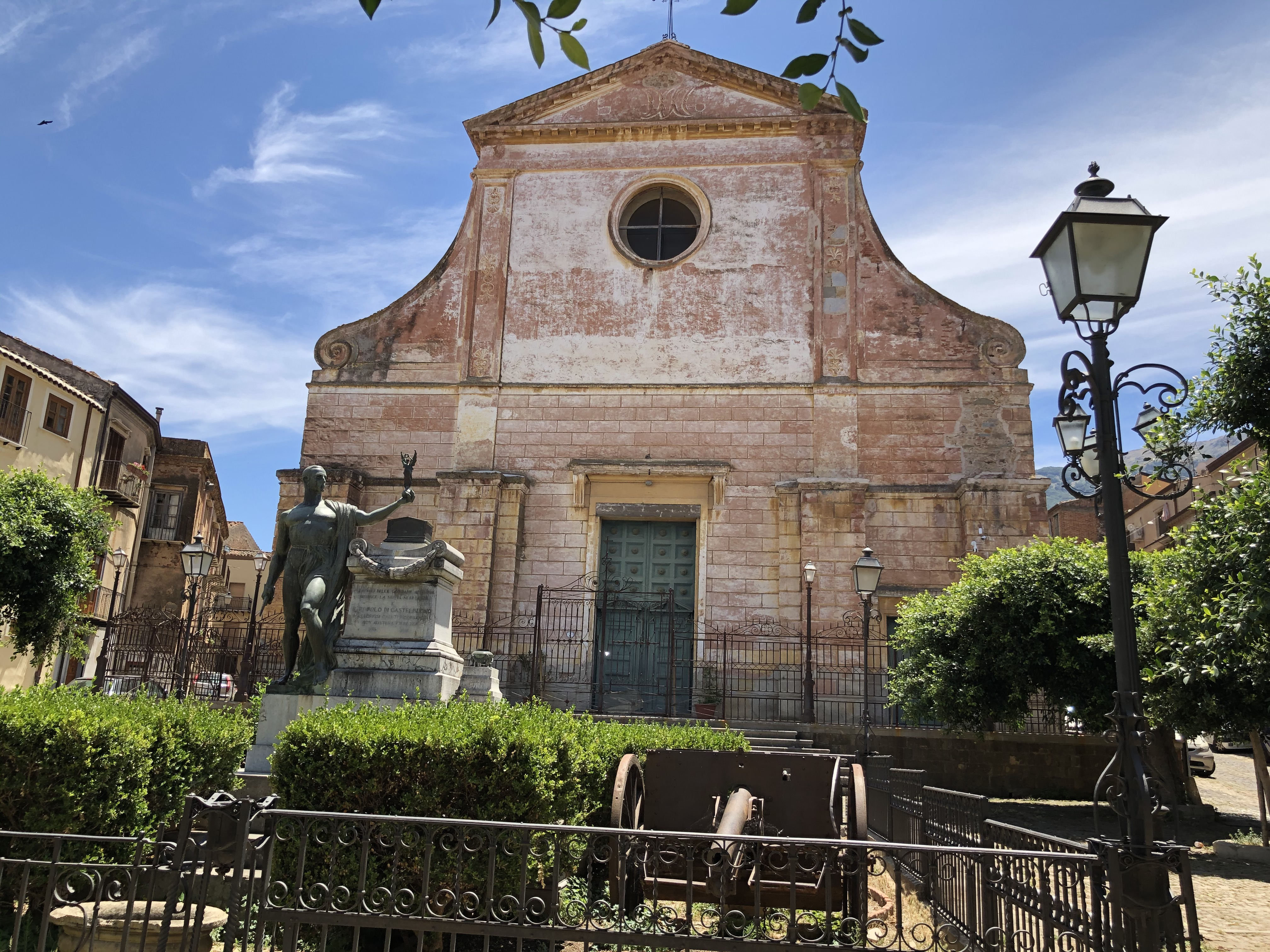
Matrice Nuova

Alcuni anni più tardi, dopo la caduta del fascismo, il 18 settembre del 1943, il capitano Kelly insedia il primo consiglio comunale, viene nominato Sindaco Gioacchino Failla. Si contano i morti della grande guerra: 88 i deceduti.
L'anno successivo si costituisce la Repubblica di Salò, viene chiamato a farne parte, come sottosegretario al Ministero della Cultura Popolare, il castelbuonese Alfredo Cucco.
Nel 1946 si svolse il referendum istituzionale dove, in controtendenza rispetto al resto del sud Italia, vinse la Repubblica. Sempre lo stesso anno si tennero le prime elezioni comunali post-belliche, le prime a suffragio universale. Vinse le elezioni, la nuova formazione politica "della democrazia repubblicana", Filippo Bonomo venne eletto Sindaco. Come vicesindaco venne eletta, invece, una donna, fatto abbastanza sorprendente per l'epoca: si trattava di Nicla La Grua.

### Simboli
Lo stemma e il gonfalone del comune sono stati concessi con decreto del presidente della Repubblica del 22 dicembre 2010.
Il gonfalone è un drappo di rosso.

## Monumenti e luoghi d'interesse

### Castello dei Ventimiglia

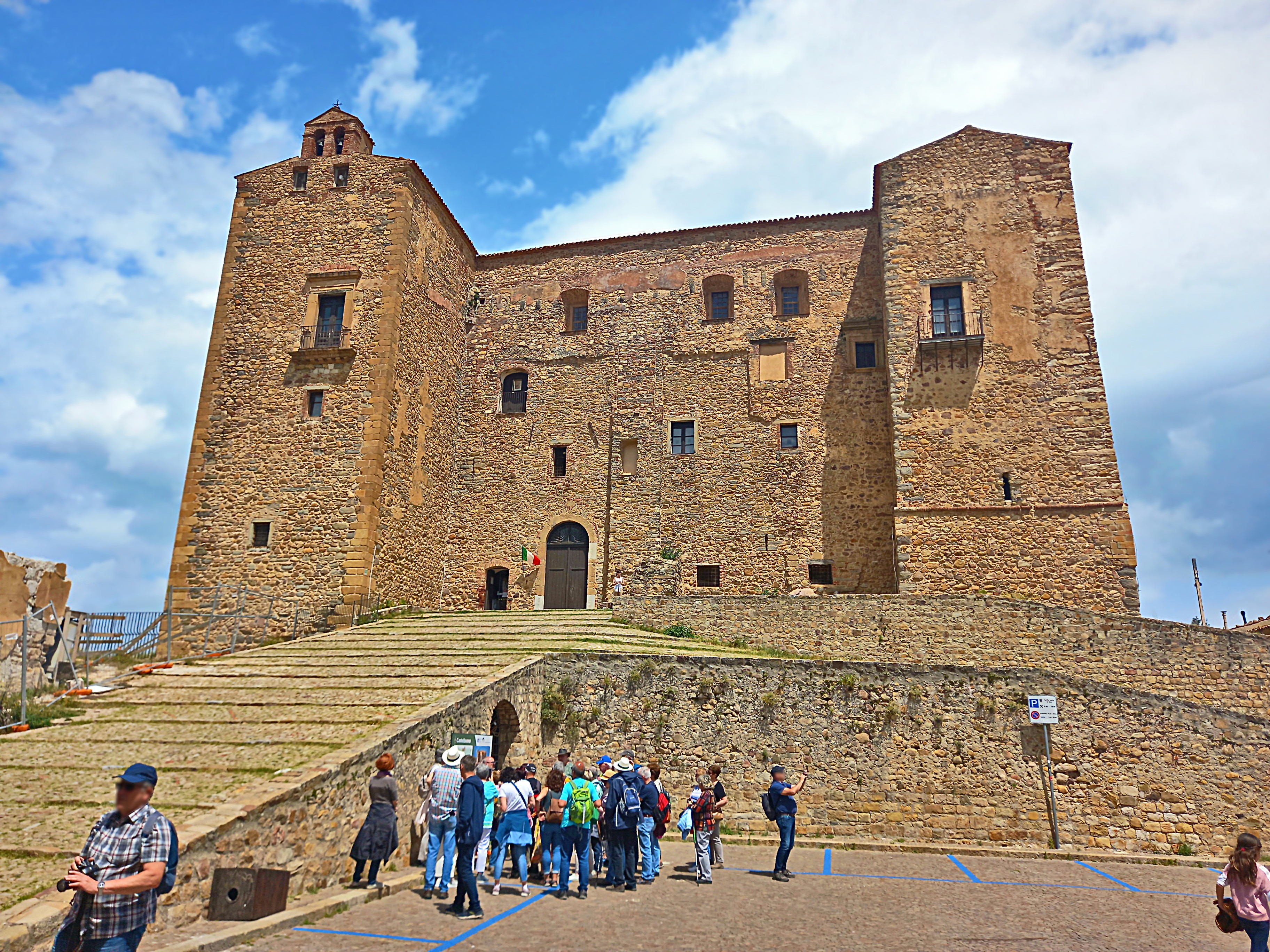
Il castello

In seguito al restauro del 1997 sono emerse le strutture di un edificio precedente al castello dei Ventimiglia, voluto nel 1317 dal conte Francesco I Ventimiglia. L'edificio attuale è il risultato di numerosi rifacimenti, che rendono difficile la ricostruzione del suo originario aspetto. A semplice pianta quadrangolare, mostra all'esterno un misto di stili che in quel periodo influenzavano tutta l'architettura siciliana. Il volume a cubo richiama lo stile arabo; le torri angolari quadrate riecheggiano quello normanno; la torre rotonda si rifà invece alle costruzioni militari sveve. Nel terremoto degli inizi del XIX secolo scomparvero i merli, della forma ghibellina, a coda di rondine, ed inoltre mura di cinta, torri ed archi, oggi andati in rovina. Alcune strutture difensive del XIII secolo e alcuni ambienti del XIV secolo sono invece rimasti intatti. Nel 1920 il castello, che intanto era venuto in possesso del barone Fraccia, passò al comune di Castelbuono. Adesso è sede del Museo civico.

### Architetture religiose

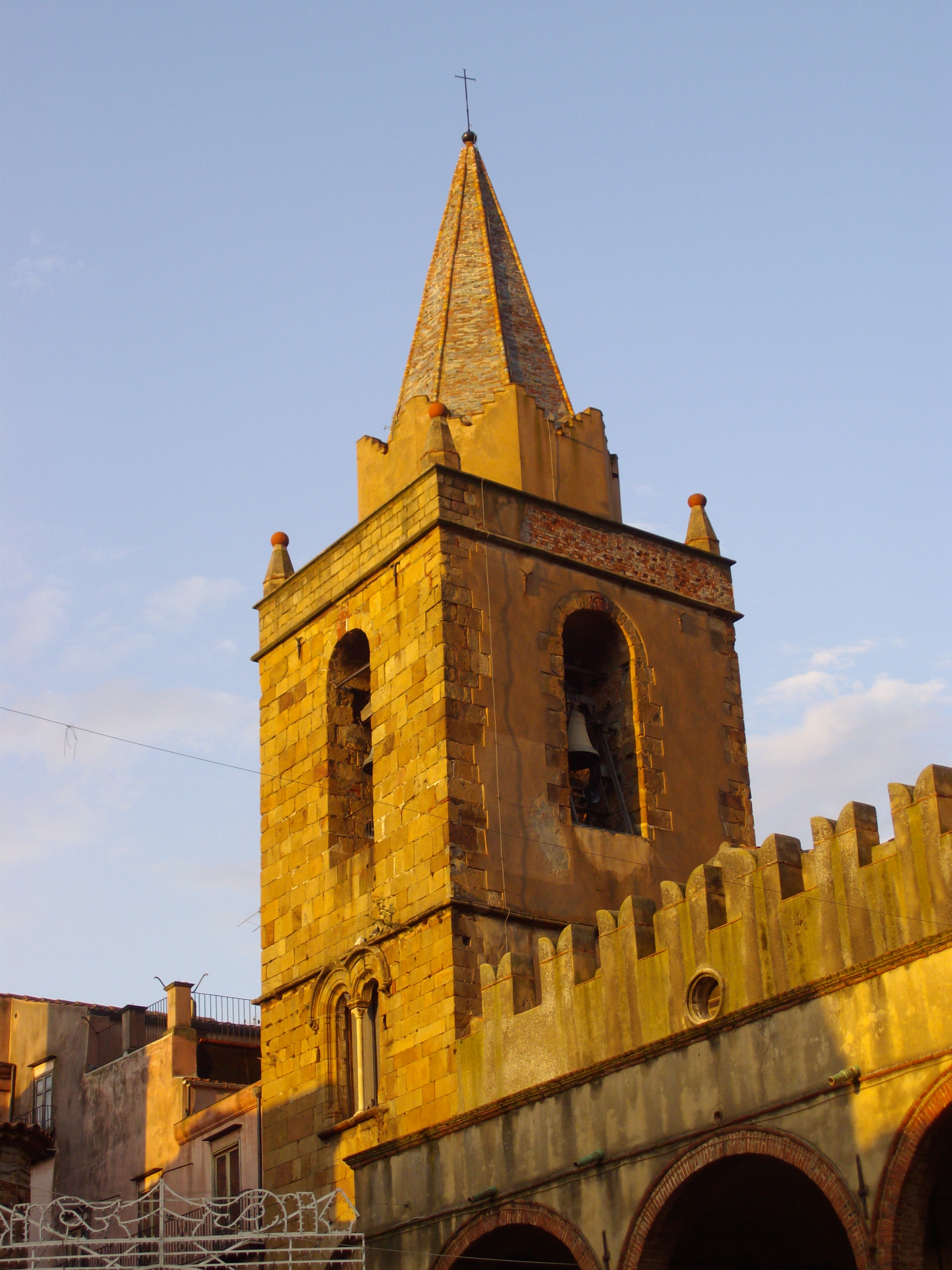
Campanile della Parrocchia Maria Santissima Assunta "Matrice Vecchia"

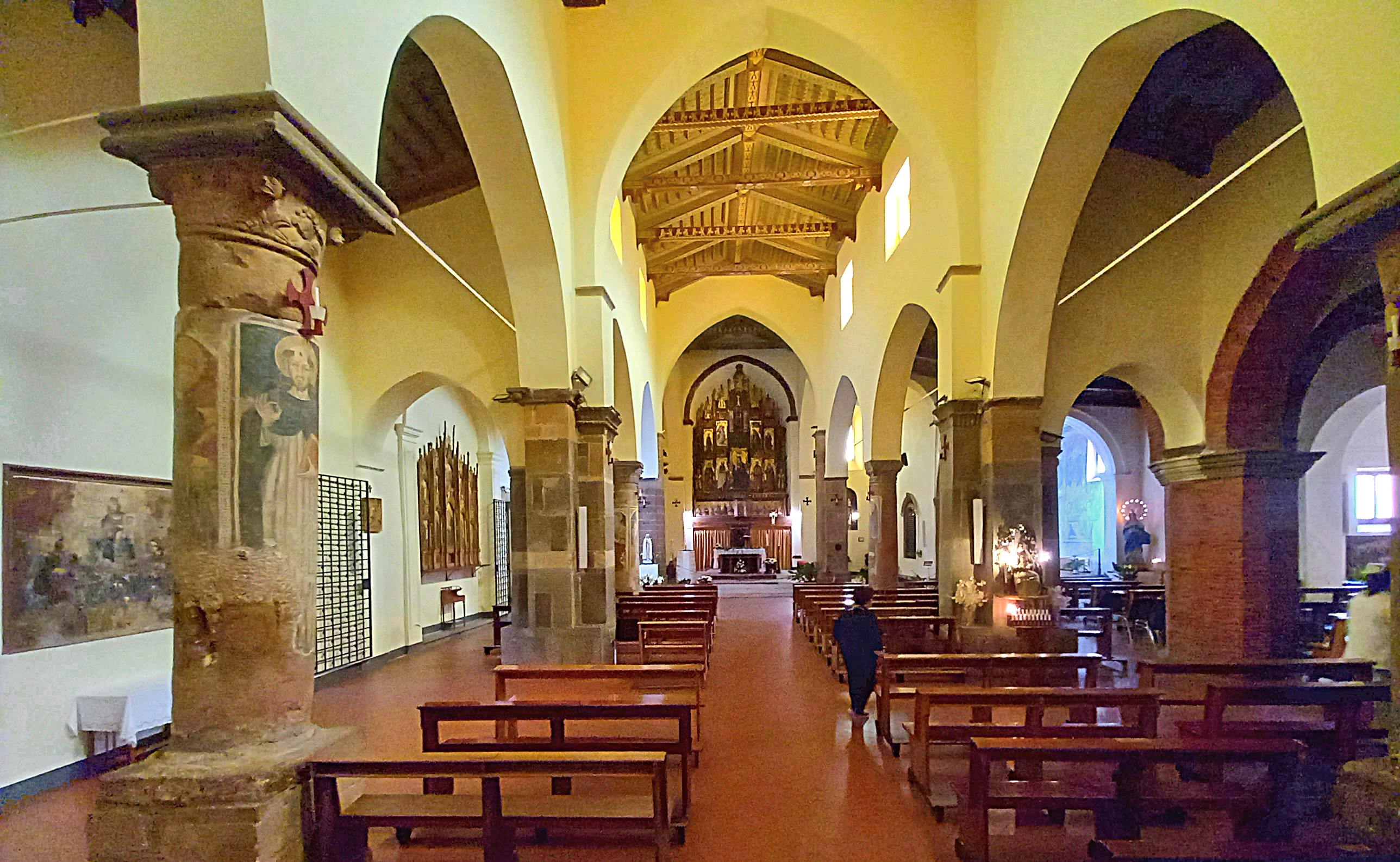
Un particolare degli interni della "matrice vecchia"

- Chiesa di Maria Santissima Assunta, matrice vecchia
- Chiesa della Natività di Maria, matrice nuova
- Chiesa di San Francesco
- Chiesa di Sant'Antonino Martire
- Chiesa di Santa Maria degli Angeli
- Oratorio del Rosario
- Chiesa di San Nicola
- Chiesa e badia di Santa Venera
- Chiesa dell'Itria
- Chiesa dell'Annunziata
- Chiesa di San Vincenzo
- Chiesa di Sant'Agostino
- Chiesa della Santissima Trinità
- Chiesa del Monte Calvario
- Chiesa della Madonna della Catena
- Chiesa della Madonna del Palmento
- Chiesa di Santa Lucia di Campagna
- Chiesa di San Giovanni fuori le mura
- Chiesa di San Nicasio

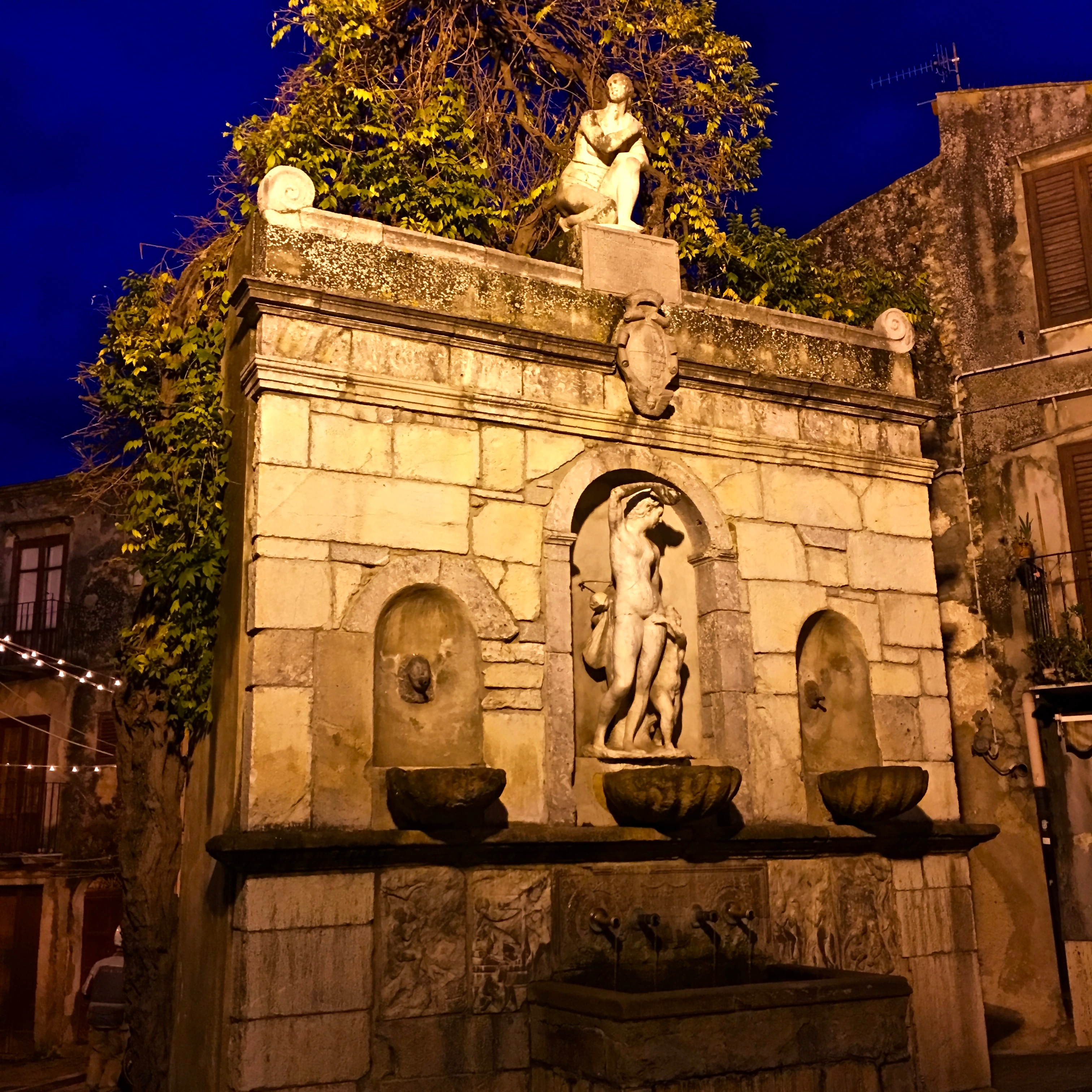
La fontana della Venere Ciprea

- Chiesa della Santuzza (Madonna delle grazie)
- Cappella della Santa Croce
- Ex chiesa del Crocifisso
- Ex chiesa di San Giuseppe
- Ex chiesa del monte
- Ex eremitaggio della Madonna del parto - Abbazia di Santa Maria del Parto dell'Ordine di San Benedetto fondata da Francesco II Ventimiglia[23][24]
- Chiese campestri minori

### Fontana della Venere Ciprea
Al centro della "terra vecchia", oggi il corso principale, è la fontana della Venere Ciprea (XV secolo), che decorava, insieme a un variegato sistema di fontane, il belvedere dei Ventimiglia, ovvero il meraviglioso giardino rinascimentale inserito nel complesso comprendente anche la dimora dei Ventimiglia nei pressi del monastero dei francescani e della cappella di famiglia, dedicata a sant'Antonio, meglio conosciuta come Mausoleo dei Ventimiglia. La fontana fu ricomposta nel 1614 nella sua attuale collocazione. In alto si trova un'arcaica statua di Venere accovacciata, al centro Venere con Cupido e in basso pannelli di arte greca che raffigurano 4 miti di Venere. Le statue furono ritrovate durante il dissodamento delle terre del giardino ventimigliano; una lapide ricorda il ritrovamento.

### Architetture civili
- Il Palazzo dell'ex carcere, oggi sede museale e già municipio, è caratterizzato dalla torre dell'orologio

## Società

### Evoluzione demografica
Abitanti censiti

### Tradizioni e folclore
Una delle tradizioni più antiche e sentite di Castelbuono è quella di offrire al pubblico, nel periodo di carnevale, rappresentazioni teatrali a carattere satirico che hanno come bersaglio personaggi, luoghi, eventi, fatti di rilevanza locale avvenuti nell'ultimo anno. A Castelbuono queste rappresentazioni vengono definite "maschere", nel linguaggio di ogni giorno, mentre ognuna delle serate in cui vengono rappresentate in pubblico viene definita "veglione". Gli autori/attori, rigorosamente locali, a sottolineare l'estrazione agreste di questa tradizione, riuniti in "gruppi mascherati", già a partire dal periodo natalizio si impegnano nella scrittura dei copioni e nella progettazione delle coreografie e delle trovate sceniche.

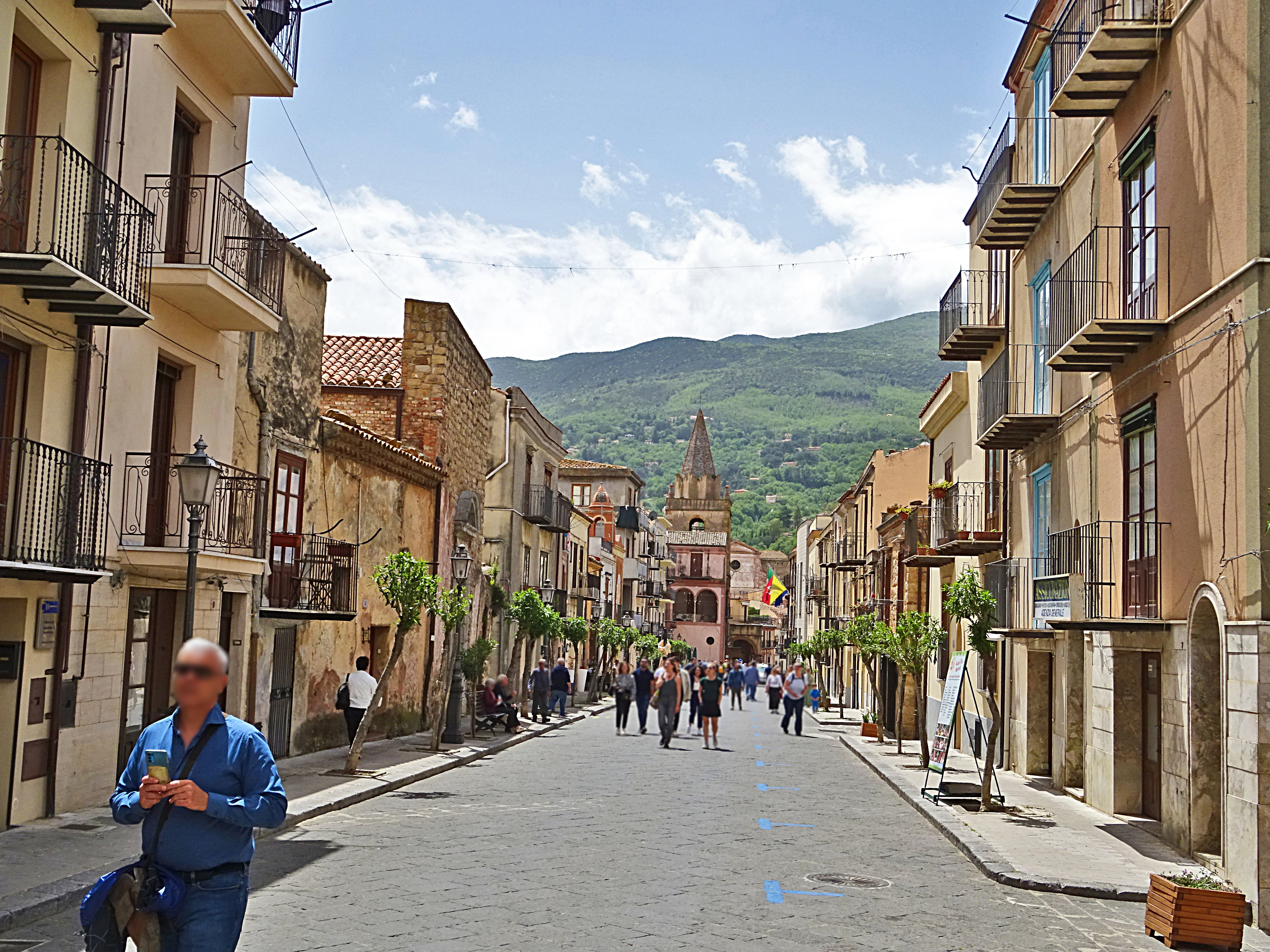
Via Sant'Anna

A Castelbuono il carnevale, da sempre, si è identificato con il veglione, che oltre all'avvenimento principale, costituito dalla rappresentazione delle maschere, ospita serate danzanti aperte a tutti i cittadini. Il veglione ha avuto come sede dapprima il vecchio Teatro comunale, quindi il Cine Teatro Le Fontanelle e infine il Cinema Astra, che, al 2025, lo ospita.
Anche se non si possiedono fonti scritte, la tradizione orale ha tramandato che, in origine, le maschere erano delle rappresentazioni a carattere prevalentemente coreografico. Più tardi, nei primi anni del XIX secolo, si rintracciano forme di parodia, fatte soprattutto attraverso realizzazioni in cartapesta dei numerosissimi artigiani che vi si dedicavano. Nel secondo dopoguerra, la maschera si è spostata verso forme cantato-recitative, sia attraverso bozzetti in rima, che con improvvisazioni di personaggi analoghi a quelli della commedia dell'arte. A partire dagli anni settanta, la maschera, pur continuando ad attingere a fatti e personaggi del luogo, si è evoluta attraverso i contributi specifici di alcuni gruppi mascherati.

### Congregazioni religiose
A Castelbuono sono attive diverse congregazioni religiose sia maschili che femminili. Le congregazioni maschili hanno una tradizione secolare e rappresentavano, anticamente, le corporazioni dei mestieri o lo status sociale a cui si apparteneva. Queste ultime partecipano alle manifestazioni religiose più importanti che si susseguono durante l'anno a Castelbuono, in primis per la processione che si svolge durante i festeggiamenti in onore della Patrona Sant'Anna, e quella per il Corpus Domini a cui partecipano, obbligatoriamente, tutti i confrati residenti nel paese.
Attualmente esistono 18 congregazioni maschili, che sfilano durante le processioni in ordine di fondazione o rifondazione, da quelle più recenti via via sino a quelle più antiche. Esse sono:
| Ordine | Nome                            | Abitino                                           | Anno di fondazione                                | Sede                | Corporazione              |
| ------ | ------------------------------- | ------------------------------------------------- | ------------------------------------------------- | ------------------- | ------------------------- |
| 1º     | Sant'Anna                       | Bordeaux con bordo verde                          | 1747, rifondata nel 1886                          | S.Nicolò            |                           |
| 2º     | Gruppo Uomini Cattolici "PIO X" | Fiocco dorato con immagine                        | 1909                                              |                     |                           |
| 3º     | Sant'Antonio                    | Marrone scuro con bordo bianco                    | Partecipa nuovamente alle manifestazioni dal 2000 |                     |                           |
| 4º     | Sacro Cuore di Gesù             | Blu con bordo rosso                               | 1838, ricostituita nel 1984                       | Chiesa del Calvario | Pastori                   |
| 5º     | Santa Rita                      | Nero con il colletto bianco                       | 1949                                              | S.Agostino          |                           |
| 6º     | San Pietro                      | Rosso con bordo verde e stemma pontificio         | Inizio XVI secolo, rifondata nel 1883             | Matrice vecchia     | Maestranze                |
| 7º     | Sant'Antonino Martire           | Verde con bordo rosso e coccarda                  | XVI secolo, rifondata nel 1823                    | S.Antonino          |                           |
| 8º     | Santa Lucia                     | Verde con bordo bianco                            | 1883                                              | San Vincenzo        |                           |
| 9º     | SS. Crocifisso                  | Rosso magenta con bordo bianco e coccarda         | 1786                                              | S.Antonino          |                           |
| 10º    | San Francesco di Paola          | Amaranto con bordo blu                            | 1875                                              | S.Francesco         | Muratori                  |
| 11º    | Congr. Madonna del Rosario      | Viola con bordo bianco                            | XVIII-XIX secolo                                  | San Vincenzo        |                           |
| 12º    | San Pasquale Baylon             | Marrone con bordo bianco e medaglione             | 1873                                              | S.Antonino          | Pastori                   |
| 13º    | Maria SS. Immacolata            | Celeste con bordo rosso e medaglione              | 1699                                              | S.Francesco         | Braccianti e contadini    |
| 14º    | San Vincenzo Ferreri            | Avorio con bordo e colletto nero                  | 1873                                              | S.Vincenzo          | Maestranze                |
| 15º    | San Giuseppe                    | Celeste con bordo dorato                          | 1747                                              | S.Agostino          | Falegnami                 |
| 16º    | Maria SS.Addolorata             | Nero con bordo bianco, medaglione e guanti neri   | 1773, rifondata nel 1835                          | Matrice vecchia     | Nobiltà e alte maestranze |
| 17º    | SS. Sacramento                  | Bianco con bordo rosso e immagine dell'ostensorio | 1539                                              | Matrice vecchia     | Frumentari                |
| 18º    | Confr. Madonna del Rosario      | Nero con bordo blu e medaglione                   | 1492                                              | S.Vincenzo          |                           |
|        |                                 |                                                   |                                                   |                     |                           |

Le congregazioni femminili sono:
- Maria SS Immacolata, fondata nel 1874;
- SS Crocifisso, fondata nella metà del XIX secolo;
- Maria SS Del Carmelo, fondata agli inizi del XX secolo;
- Madonna di Pompei, fondata agli inizi del XX secolo;
- Madonna delle Grazie, fondata agli inizi del XX secolo;
- Addolorata dei civili, fondata nel 1902;
- Addolorata del popolo, fondata nel 1906;
- Patrarca San Giuseppe, fondata nel 1908 circa;
- Madonna del Rosario, fondata nel 1910;
- Sacro Cuore di Gesù, fondata nel 1916;
- Santa Teresa, fondata nel 1930 circa;
- Maria Ausiliatrice, fondata nel 1938;
- Santa Rita, fondata nel 1938.
- San Vincenzo Ferreri, fondata nel 2014.

#### Eventi religiosi

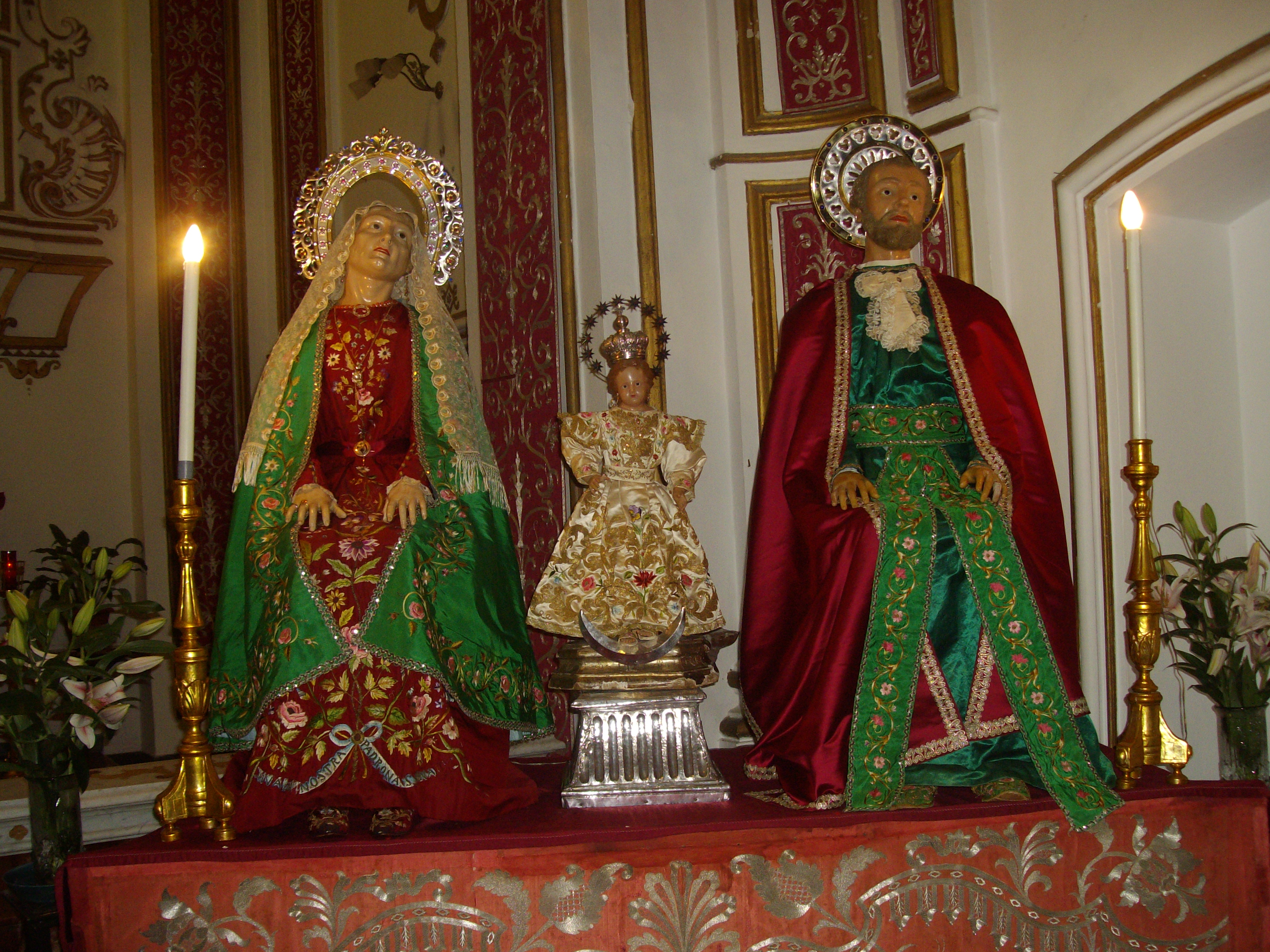
Sant'Anna, San Gioacchino e Bambina

Principali eventi religiosi di Castelbuono:
- dal 10 al 19 marzo: a tavula di San Giuseppi;
- Settimana santa: solenni quarant'ore; processioni della Reposizione; Venerdì santo furriata i sepurcra e processione del Cristo morto;
- prima domenica di maggio: festa di san Vincenzo Ferreri;
- 3 maggio: processione della santa Croce;
- 22 maggio: tradizionale festa di santa Rita con pioggia delle rose;
- Corpus Domini: tradizionale processione e decorazione del percorso processionale con le carte rizze;
- 24 giugno: festa di san Giovanni Battista con degustazione di fave, patate e vino;
- dal 17 al 27 luglio: festa patronale di sant'Anna;
- 13-14 settembre: festa del santissimo Crocifisso con processione del simulacro;
- ultima domenica di settembre: festa di santa Lucia di campagna presso l'omonima chiesetta extraurbana, con distribuzione della tradizionale cuccìa;
- Natale: tradizionale novena in lingua siciliana (lu viaggiu) cantata presso le edicole votive del comune e le chiese.

## Cultura

### Musei

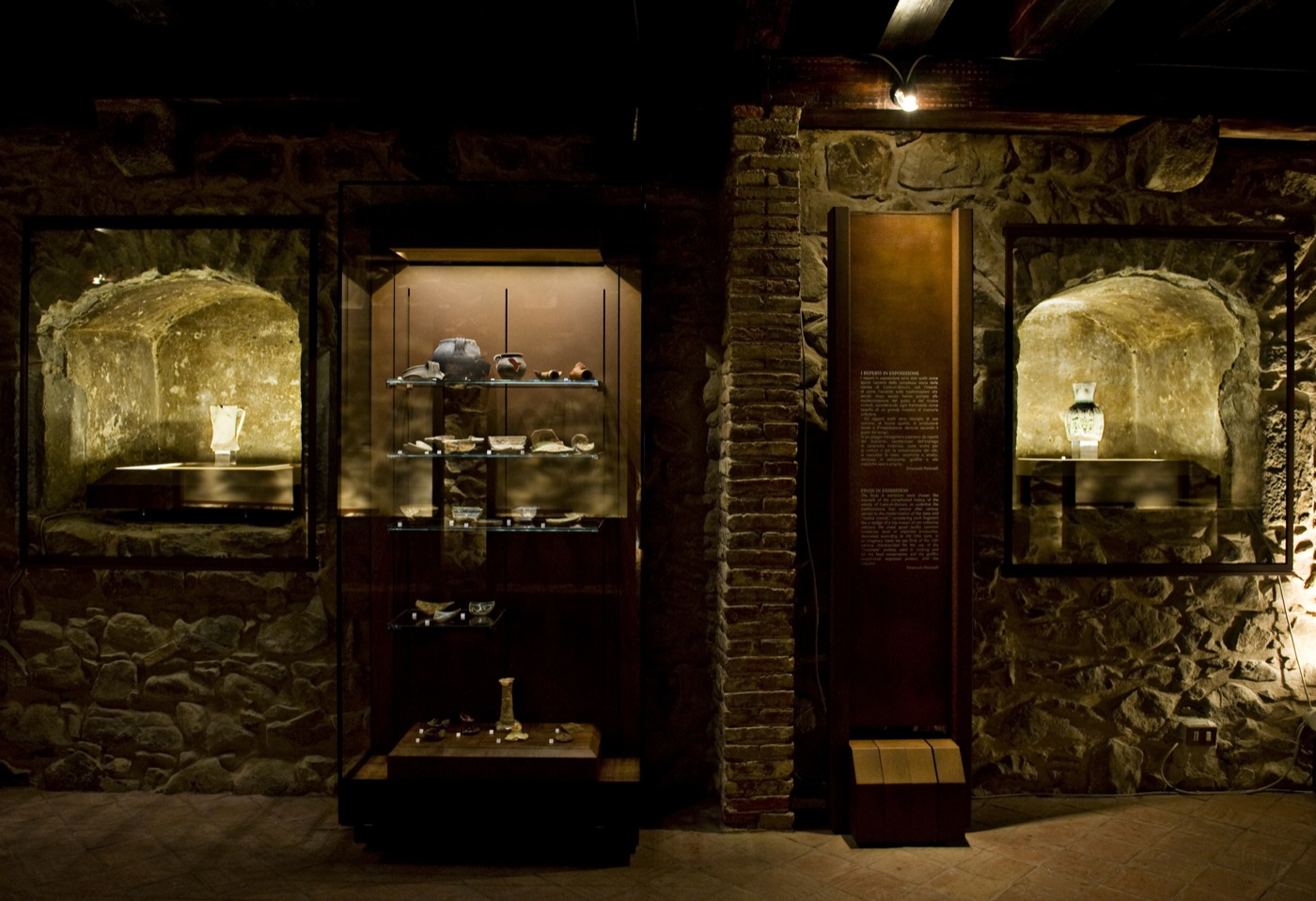
La sezione archeologica

Il Museo civico ha sale adibite a mostre temporanee e sezioni permanenti (archeologica, pinacoteca, arte sacra, urbanistica); espone una selezione degli arredi della cappella di Sant'Anna ed opere di arte moderna e contemporanea. Tra gli eventi artistici più significativi degli ultimi anni vi sono da menzionare certamente le mostre di arte contemporanea, in collaborazione con l'associazione Fiumara d'arte di Antonio Presti, Luca Beatrice ed Helga Marsala. La valenza delle collezioni, la suggestione della cornice e, soprattutto, lo splendore del barocco della Cappella serpottiana, ne fanno oggi uno dei siti culturali più visitati di Sicilia.

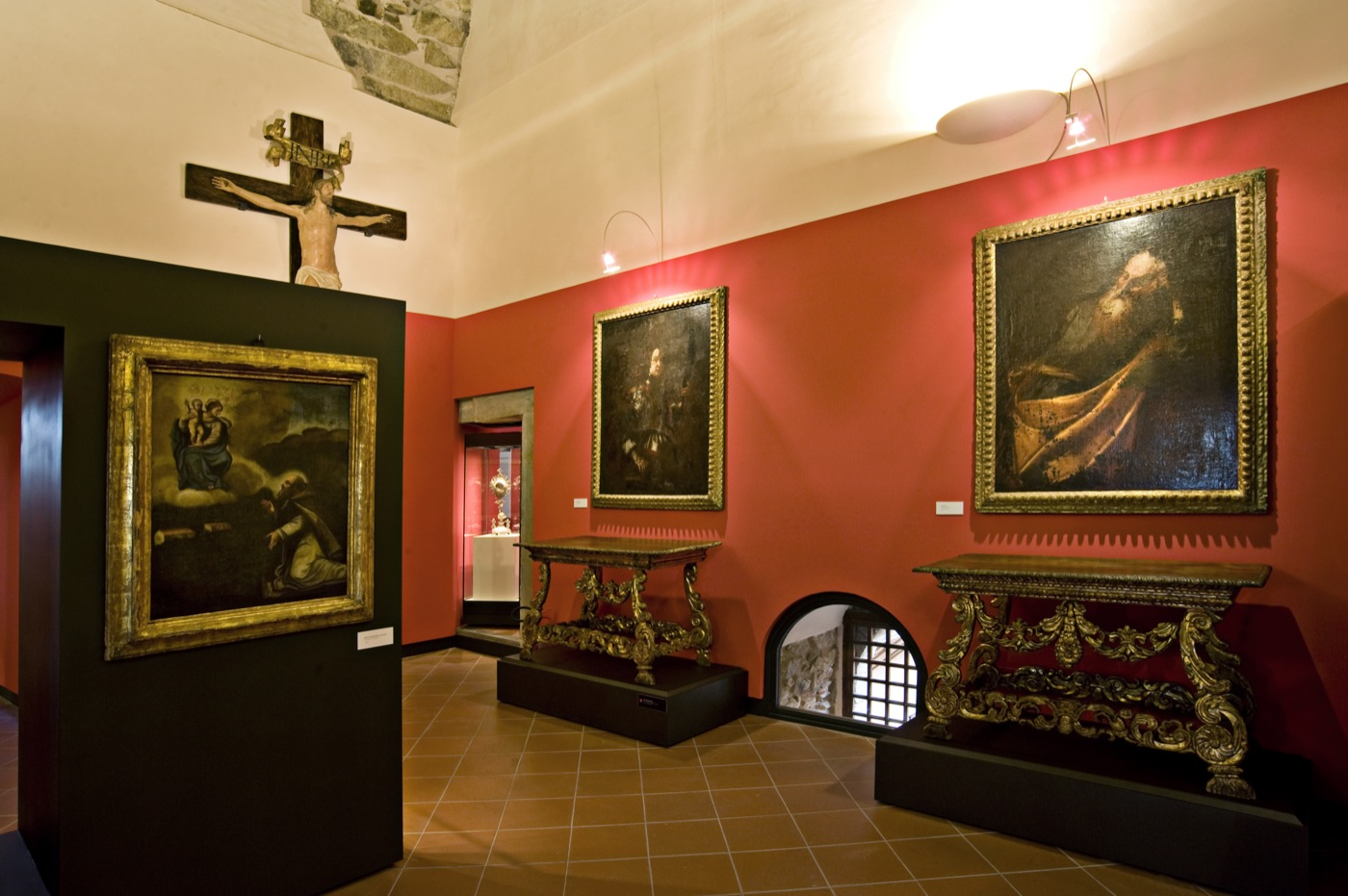
La sezione arte sacra

Nel Museo naturalistico Francesco Minà Palumbo, oltre all'ingente collezione naturalistica omonima, è presente una piccola sezione archeologica che documenta l'esistenza di alcuni insediamenti antichi neolitici e del passaggio di diverse culture. Il museo si sviluppa principalmente intorno a collezioni di minerali, fossili e all'erbario con la flora spontanea delle Madonie, le piante d'interesse agrario e patologico, uccelli e insetti, e infine una ricca biblioteca.
Il Museo del Risorgimento "I Viaggi", custodisce al suo interno in quattro ampie sale allestite nei locali dell'ex carcere di piazza Margherita, i cimeli garibaldini donati da Francesco Romeo, ispettore onorario dei Beni Culturali della Regione Siciliana. Inaugurato l'11 dicembre 2016.

### Stampa
A Castelbuono venivano pubblicati tre quindicinali cartacei:
- Le Madonie, fondato nel 1922;
- L'obiettivo, fondato nel 1982;
- Suprauponti

### Manifestazioni
Durante la prima o seconda settimana di agosto ha luogo Ypsigrock festival, nato nel 1997 e divenuto uno dei più importanti festival musicali italiani. Nel corso degli anni ha scalato sempre più le classifiche di gradimento per eventi del genere e si è affermato a livello europeo. Il paese viene inondato da giovani e non, creando un'atmosfera unica nel suo genere, dove la voglia di condivisione, la musica e l'arte (si organizzano mostre ed eventi collaterali) la fanno da padrone. Nel 2017 è stato l'unico evento italiano ammesso a partecipare all'European Festival Awards.
La rassegna Castelbuono Jazz Festival, nata anch'essa nel 1997.
Dal 2015 si è aggiunta una rassegna di musica classica, Castelbuono Classica: quattro giornate con concerti pomeridiani di giovani artisti e session serali con musicisti di fama internazionale.
Nella prima settimana di agosto ha luogo Divino Festival, nato nel 2007, oggi diventato uno dei più importanti Galà Enogastronomici nel panorama italiano

### Film
Di seguito i film girati parzialmente o totalmente a Castelbuono:
- Nuovo Cinema Paradiso (1989)
- La passione di Giosuè l'ebreo (2005)[28]
- La fuitina sbagliata (2018)

## Infrastrutture e trasporti

### Strade
Castelbuono è interessato dalle seguenti direttrici stradali:
- .di Castelbuono,(Km 42,380) collega con:
  - lo svincolo di Pollina-Castelbuono dell' Palermo-Messina,
  - la  Settentrionale Sicula nei pressi della Stazione di Castelbuono e poco distante da Cefalù
  - la  dell'Etna e delle Madonie presso la Portella del Bafurco a metà strada tra Gangi e Petralia Soprana, che porta allo svincolo di Irosa dell' Palermo-Catania
  - la  di Montenero, che porta al comune di Pollina
  - il comune di Geraci Siculo
- delle Madonie (km 34,700) collega con:
  - la  Settentrionale Sicula presso Marina di Roccella
  - la  di Piano Battaglia
  - la  Bis di Gibilmanna, che porta al comune di Gratteri
  - la  Bis di Cammisini, che porta al comune di Scillato e all'omonimo svincolo dell' Palermo-Catania
  - i comuni di Campofelice di Roccella, Collesano e Isnello
- di Castelbuono (Km 5,620) collega con:
  - C.da San Guglielmo-C.da Liccia

### Ferrovie ed eliporto
Il comune era servito dalla Stazione di Castelbuono, chiusa e demolita nel 2021 per lavori sulla linea ferroviaria Palermo-Messina, e da un eliporto sito al chilometro 12 della SS 286.

### Trasporti
I trasporti interurbani di Castelbuono vengono svolti con autoservizi di linea gestiti dalla SAIS Autolinee e dall'Azienda Siciliana Trasporti.

## Amministrazione
| Periodo           | Periodo           | Primo cittadino         | Partito                        | Carica            | Note |
| ----------------- | ----------------- | ----------------------- | ------------------------------ | ----------------- | ---- |
| 1898              | 1900              | Antonio Collotti        |                                | Sindaco           |      |
| 1900              | 1900              | Temistocle Ricceri      |                                | Commissario Regio |      |
| 1900              | 1903              | Mariano Tumminelli      |                                | Sindaco           |      |
| 1903              | 1908              | Mariano Failla          |                                | Sindaco           |      |
| 1908              | 1909              | Mariano Tumminelli      |                                | Sindaco           |      |
| 1910              | 1911              | Giovanni Failla Gambaro |                                | Sindaco           |      |
| 1911              | 1911              | Oreste Eller Vainicher  |                                | Commissario Regio |      |
| 1912              | 1920              | Mariano Raimondi        |                                | Sindaco           |      |
| 1920              | 1921              | Antonio Spallino        |                                | Sindaco           |      |
| 1921              | 1929              | Antonio Gugliuzza       |                                | Sindaco - Podestà |      |
| 20 aprile 1946    | 1 agosto 1950     | Filippo Bonomo          |                                | Sindaco           |      |
| 1º agosto 1950    |                   | Rosolino Alberti        |                                | Sindaco           |      |
|                   | 5 giugno 1952     | Commissariamento        |                                | Sindaco           |      |
| 5 giugno 1952     | 10 giugno 1956    | Luigi Carollo           | Partito Comunista Italiano     | Sindaco           |      |
| 10 giugno 1956    | 2 settembre 1957  | Luigi Carollo           | Partito Comunista Italiano     | Sindaco           |      |
| 2 settembre 1957  | 5 maggio 1960     | Francesco Raimondo      |                                | Sindaco           |      |
| 5 maggio 1960     |                   | Luigi Carollo           | Partito Comunista Italiano     | Sindaco           |      |
|                   | 29 novembre 1960  | Commissariamento        |                                | Sindaco           |      |
| 29 novembre 1960  | 27 dicembre 1964  | Antonio Mercanti        |                                | Sindaco           |      |
| 27 dicembre 1964  | luglio 1968       | Antonio Mercanti        |                                | Sindaco           |      |
| luglio 1968       | luglio 1969       | Giuseppe Guarcello      |                                | Sindaco           |      |
| luglio 1969       | 20 luglio 1970    | Vincenzo Carollo        | Democrazia Cristiana           | Sindaco           |      |
| 20 luglio 1970    | 20 novembre 1971  | Vincenzo Carollo        | Democrazia Cristiana           | Sindaco           |      |
| 20 novembre 1971  | 3 agosto 1975     | Vincenzo Carollo        | Democrazia Cristiana           | Sindaco           |      |
| 3 agosto 1975     | 11 maggio 1976    | Vincenzo Carollo        | Democrazia Cristiana           | Sindaco           |      |
| 11 maggio 1976    | 17 agosto 1976    | Vincenzo Carollo        | Democrazia Cristiana           | Sindaco           |      |
| 17 agosto 1976    | 23 ottobre 1977   | Vincenzo Carollo        | Democrazia Cristiana           | Sindaco           |      |
| 23 ottobre 1977   | 5 luglio 1980     | Vincenzo Carollo        | Democrazia Cristiana           | Sindaco           |      |
| 5 luglio 1980     | 27 febbraio 1982  | Vincenzo Carollo        | Democrazia Cristiana           | Sindaco           |      |
| 27 febbraio 1982  | 29 gennaio 1983   | Vincenzo Carollo        | Democrazia Cristiana           | Sindaco           |      |
| 29 gennaio 1983   | 7 novembre 1983   | Vincenzo Carollo        | Democrazia Cristiana           | Sindaco           |      |
| 7 novembre 1983   | 23 gennaio 1984   | Francesco Cipolla       | Democrazia Cristiana           | Sindaco           |      |
| 23 gennaio 1984   | 5 settembre 1984  | Antonio Fiasconaro      | Democrazia Cristiana           | Sindaco           |      |
| 5 settembre 1984  | 6 giugno 1985     | Vincenzo Carollo        | Democrazia Cristiana           | Sindaco           |      |
| 6 giugno 1985     | 4 aprile 1987     | Francesco Romeo         | Partito Socialista Italiano    | Sindaco           |      |
| 4 aprile 1987     | 19 luglio 1988    | Mario Lupo              | Lista Civica                   | Sindaco           |      |
| 19 luglio 1988    | 2 luglio 1989     | Francesco Romeo         | Partito Socialista Italiano    | Sindaco           |      |
| 2 luglio 1989     | 31 maggio 1990    | Vincenzo Carollo        | Democrazia Cristiana           | Sindaco           |      |
| 31 maggio 1990    | 20 luglio 1990    | Vincenzo Carollo        | Democrazia Cristiana           | Sindaco           |      |
| 20 luglio 1990    | 12 settembre 1991 | Antonio Fiasconaro      | Democrazia Cristiana           | Sindaco           |      |
| 12 settembre 1991 | 22 ottobre 1992   | Vincenzo Raimondo       | Democrazia Cristiana           | Sindaco           |      |
| 12 ottobre 1992   | 6 Febbraio 1993   | Santi Geraci            | Democrazia Cristiana           | Sindaco           |      |
| 6 Febbraio 1993   | 25 novembre 1993  | Commissariamento        |                                | Sindaco           |      |
| 25 novembre 1993  | 15 dicembre 1997  | Angelo Ciolino          | centro-sinistra                | Sindaco           |      |
| 15 dicembre 1997  | 28 maggio 2002    | Giuseppe Mazzola        | centro-sinistra                | Sindaco           |      |
| 28 maggio 2002    | 15 maggio 2007    | Mario Cicero            | centro-sinistra                | Sindaco           |      |
| 15 maggio 2007    | 8 maggio 2012     | Mario Cicero            | centro-sinistra                | Sindaco           |      |
| 8 maggio 2012     | 12 giugno 2017    | Antonio Tumminello      | Lista Civica (centro-destra)   | Sindaco           |      |
| 12 giugno 2017    | 13 giugno 2022    | Mario Cicero            | Lista Civica (centro-sinistra) | Sindaco           |      |
| 13 giugno 2022    | In carica         | Mario Cicero            | Lista Civica (centro-sinistra) | Sindaco           |      |

### Gemellaggi
- Sinaia

## Sport
A partire dal 1912, ogni anno a Castelbuono si corre il Giro podistico internazionale. Con più di 100 anni di vita, la gara è la corsa su strada più antica d'Europa.
la gara si svolge in concomitanza con i festeggiamenti della patrona del comune, la Madre Sant'Anna.
Negli anni novanta Castelbuono è stata centro del primo concorso ippico interregionale delle Madonie ("trofeo Giubbe Rosse").
Negli ultimi anni Castelbuono ha ospitato la competizione automobilistica "Autoslalom città di Castelbuono" organizzata dall' A.S.D. Club Motorsport di Castelbuono con la collaborazione del team Palikè.
La principale squadra di calcio della città è l'A.S.D. Supergiovane Castelbuono che milita nel girone A del campionato di Eccellenza.
I personaggi sportivi di Castelbuono che spiccano oltre lo stretto sono tre:
- Vincenzo Campo è il pilota di Karting con le partecipazioni e vittorie nei campionati regionali-nazionali e alcuni partecipazioni alle competizioni internazionali.
- Giuliano Minutella è il pilota di Parapendio con le partecipazioni e vittorie alle finali di livello nazionali e internazionali.
- Enrico Di Gangi è il combattente di Arti marziali miste nel MMA Fighting con le partecipazioni e vittorie nelle competizioni nazionali e internazionali.
Il concorso ippico internazionale, i cui atleti risultavano tesserati con il CONI e l'A.N.T.E. fu un evento fortemente voluto dall'Ing. Vincenzo Maria Morici, già Vicepresidente dell'ANTE.
Castelbuono è stata ufficialmente proclamata Città europea dello Sport per l'anno 2014dall'ACES (Associazione delle CapitaliEuropeedello Sport).

## Galleria d'immagini

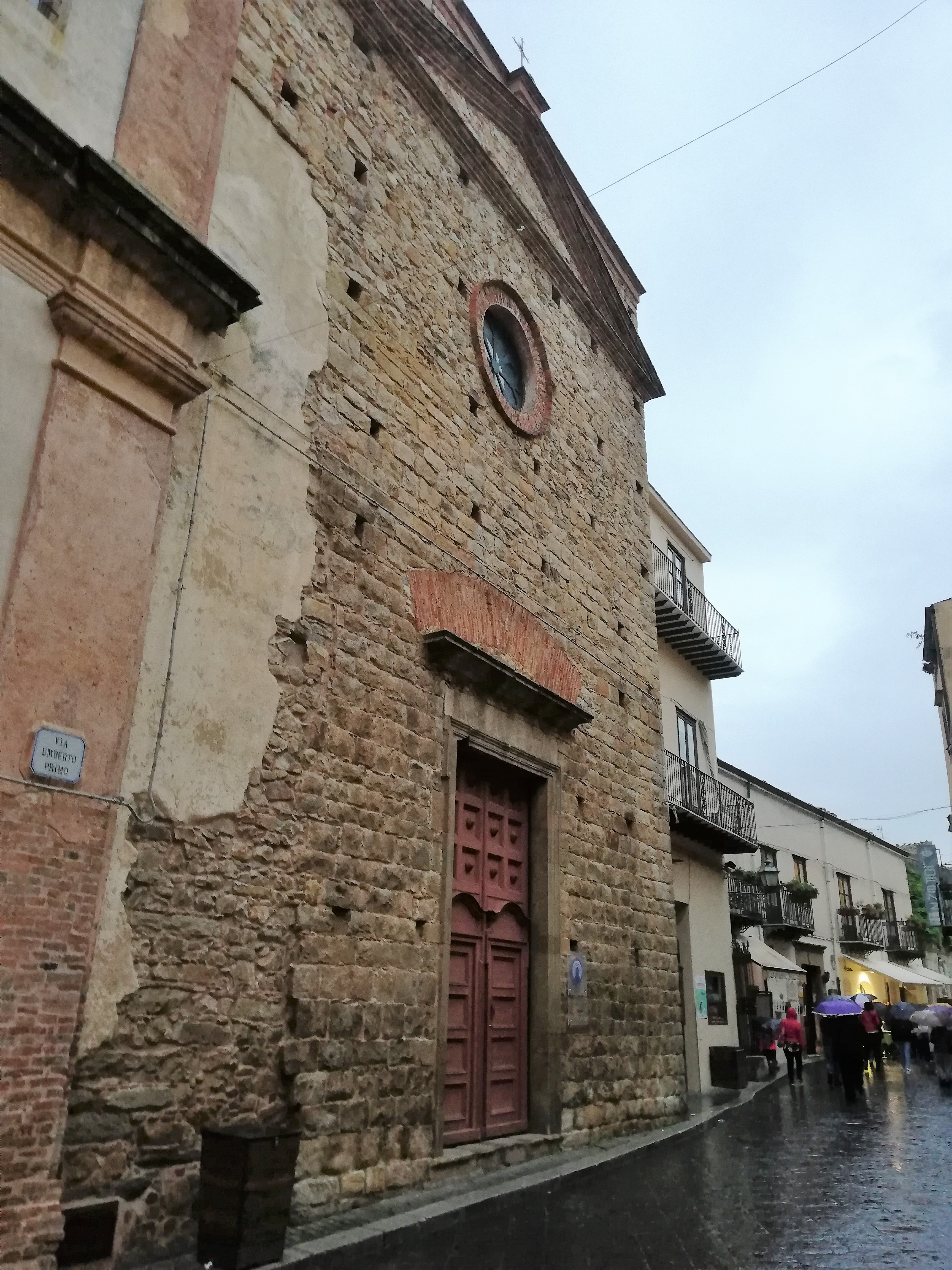
Chiesa SS Crocifisso
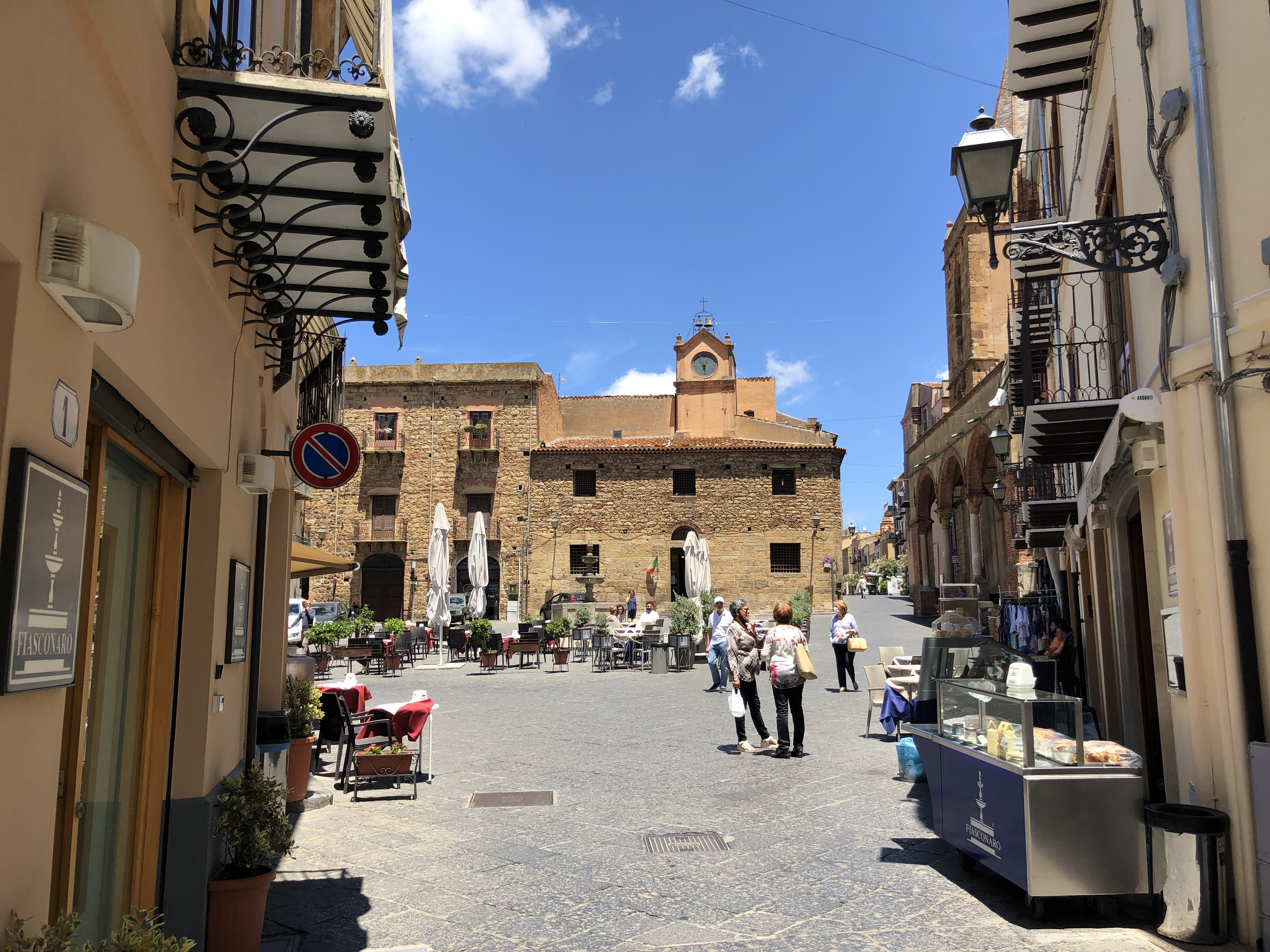
Piazza Margherita
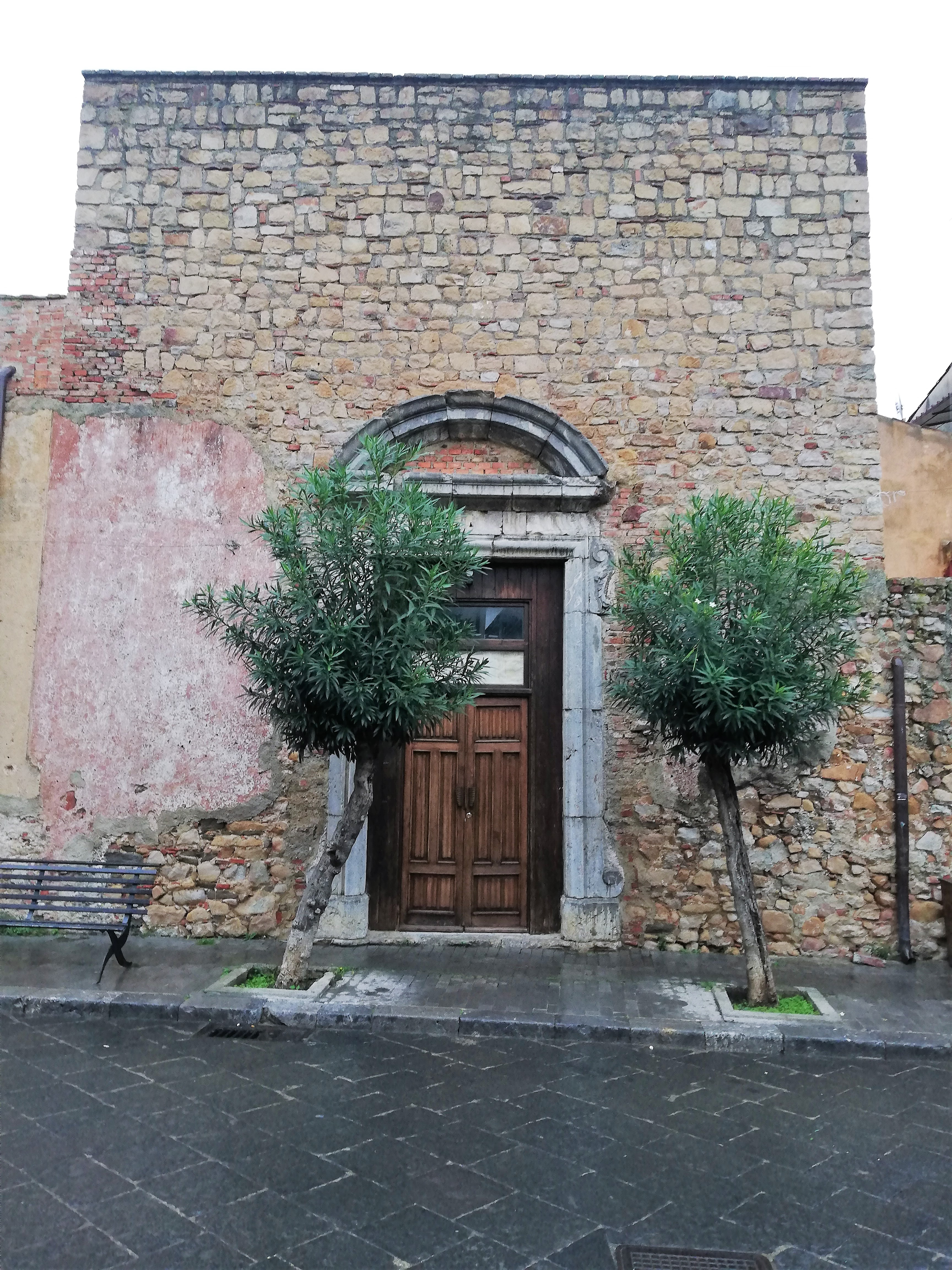
Chiesa del Monte
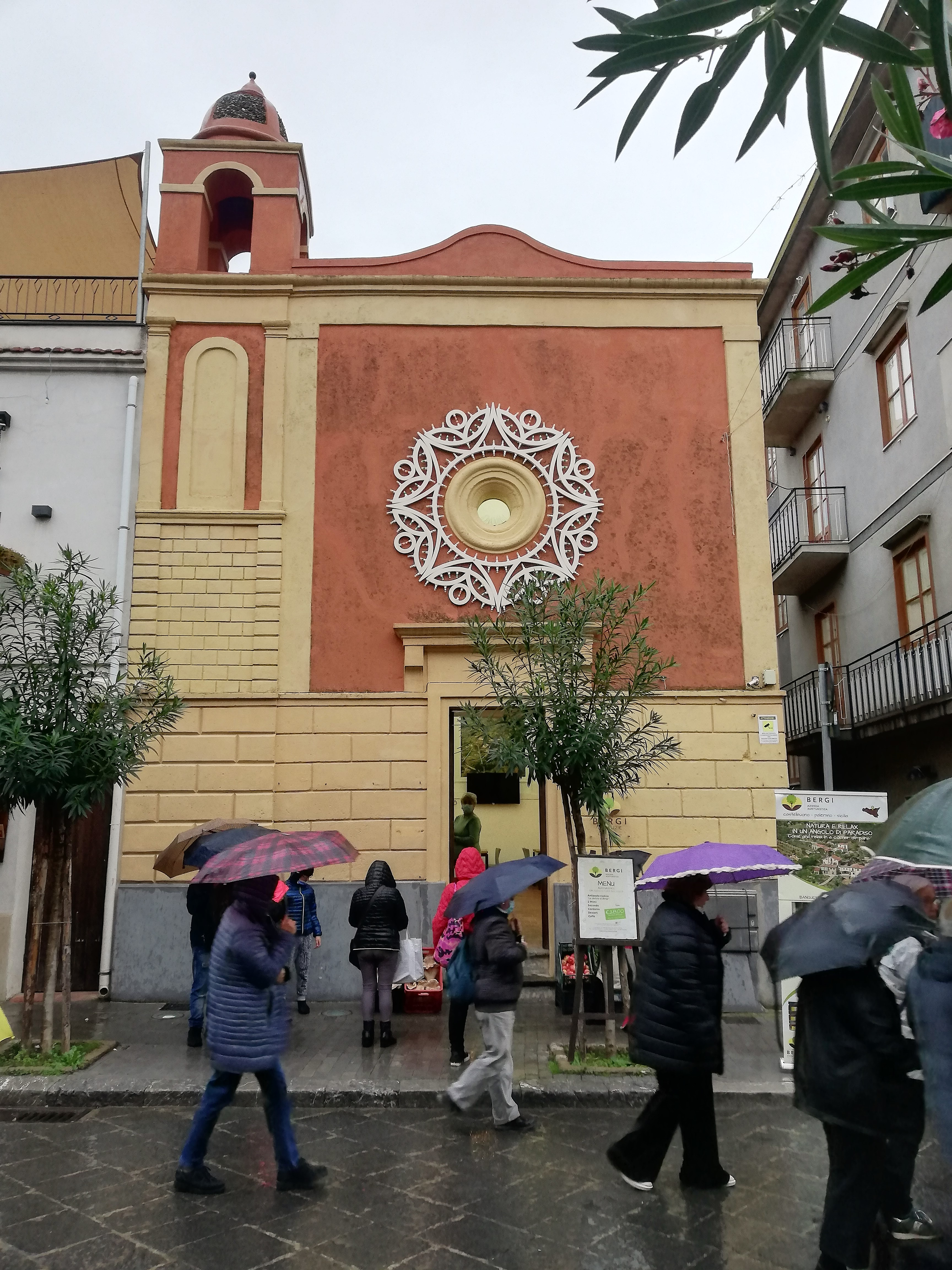
Ex chiesa di S. Giuseppe
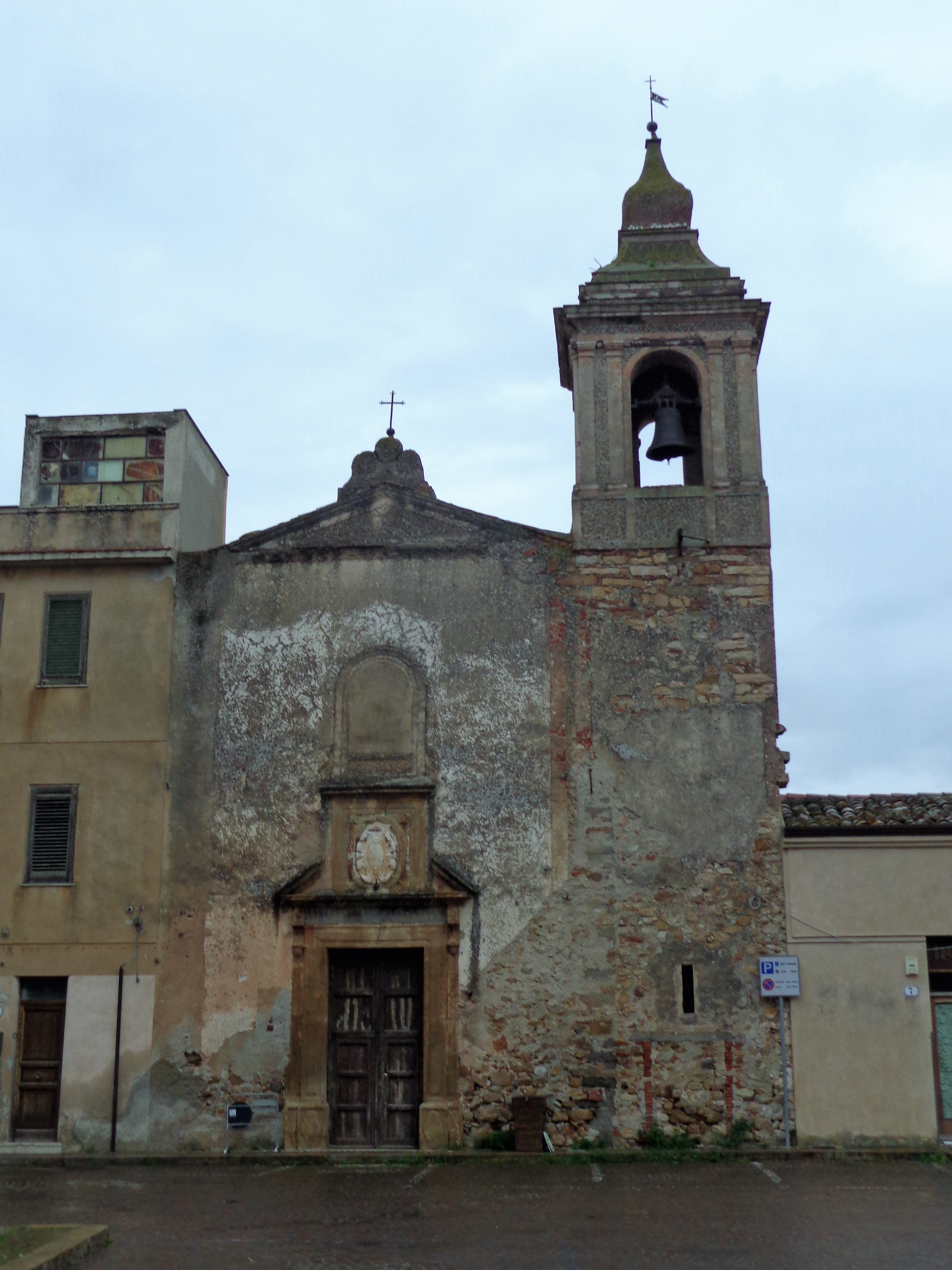
Chiesa di Maria SS. Annunziata
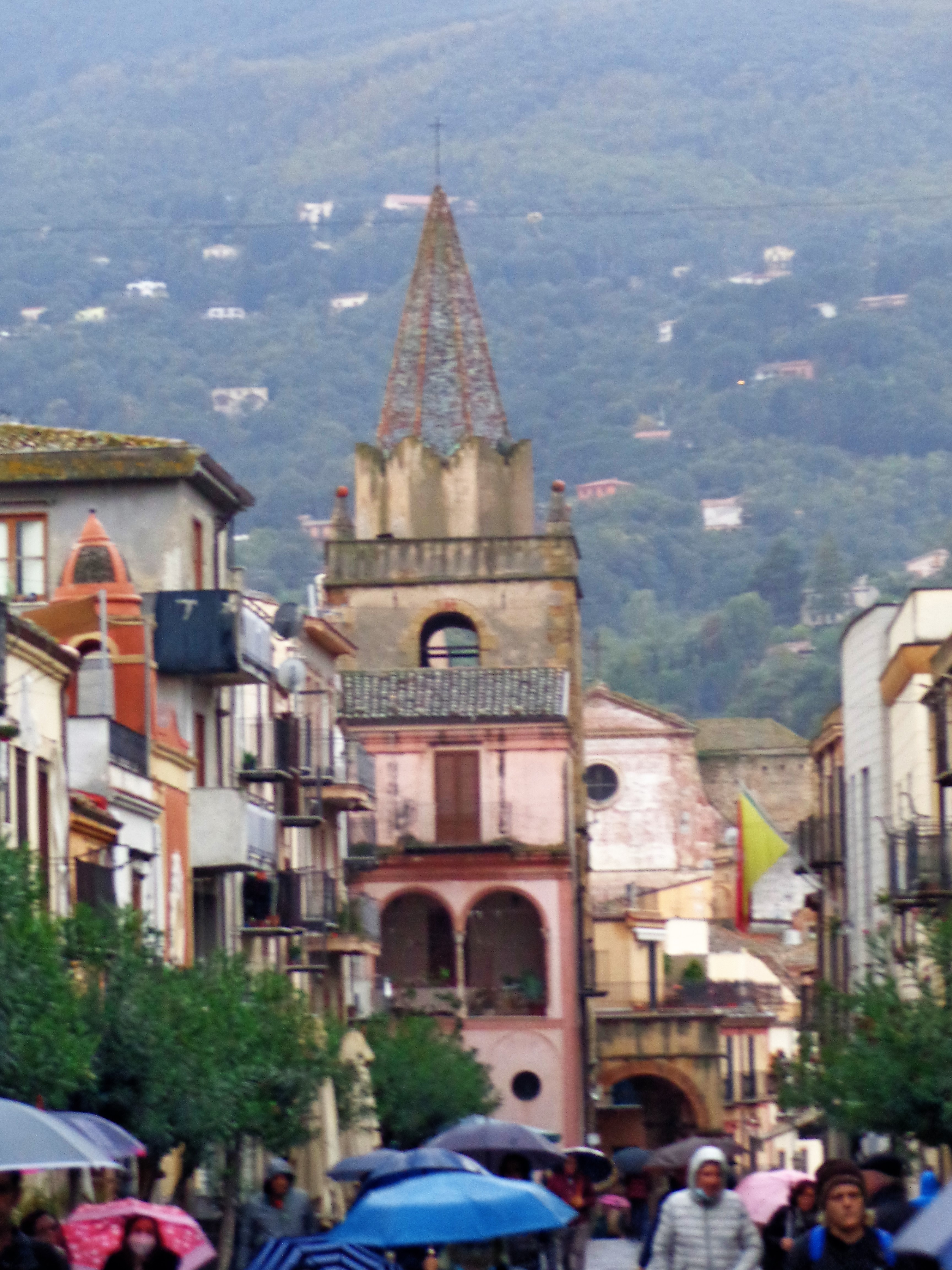
Via S. Anna
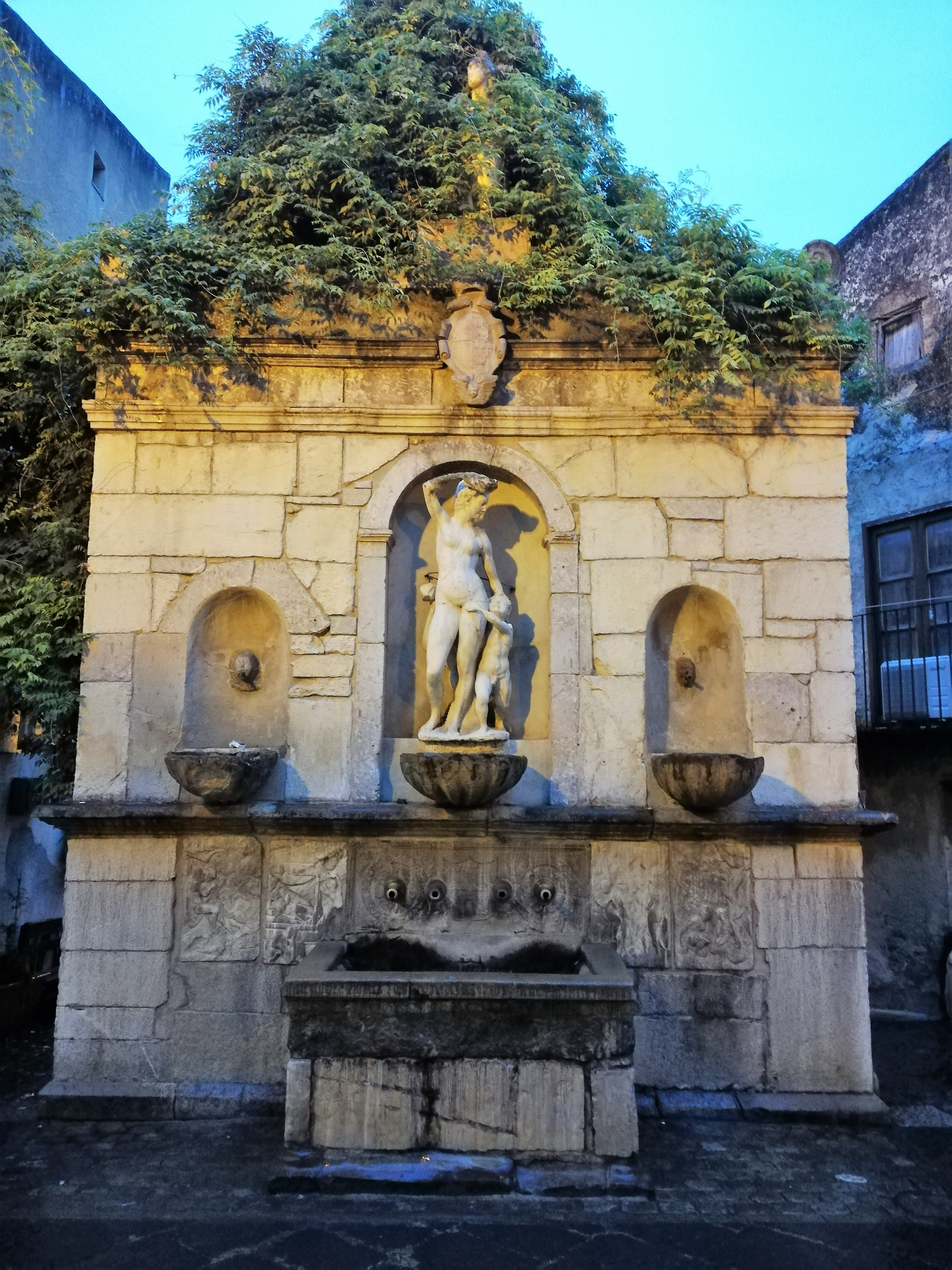
Fontana di Venere Ciprea
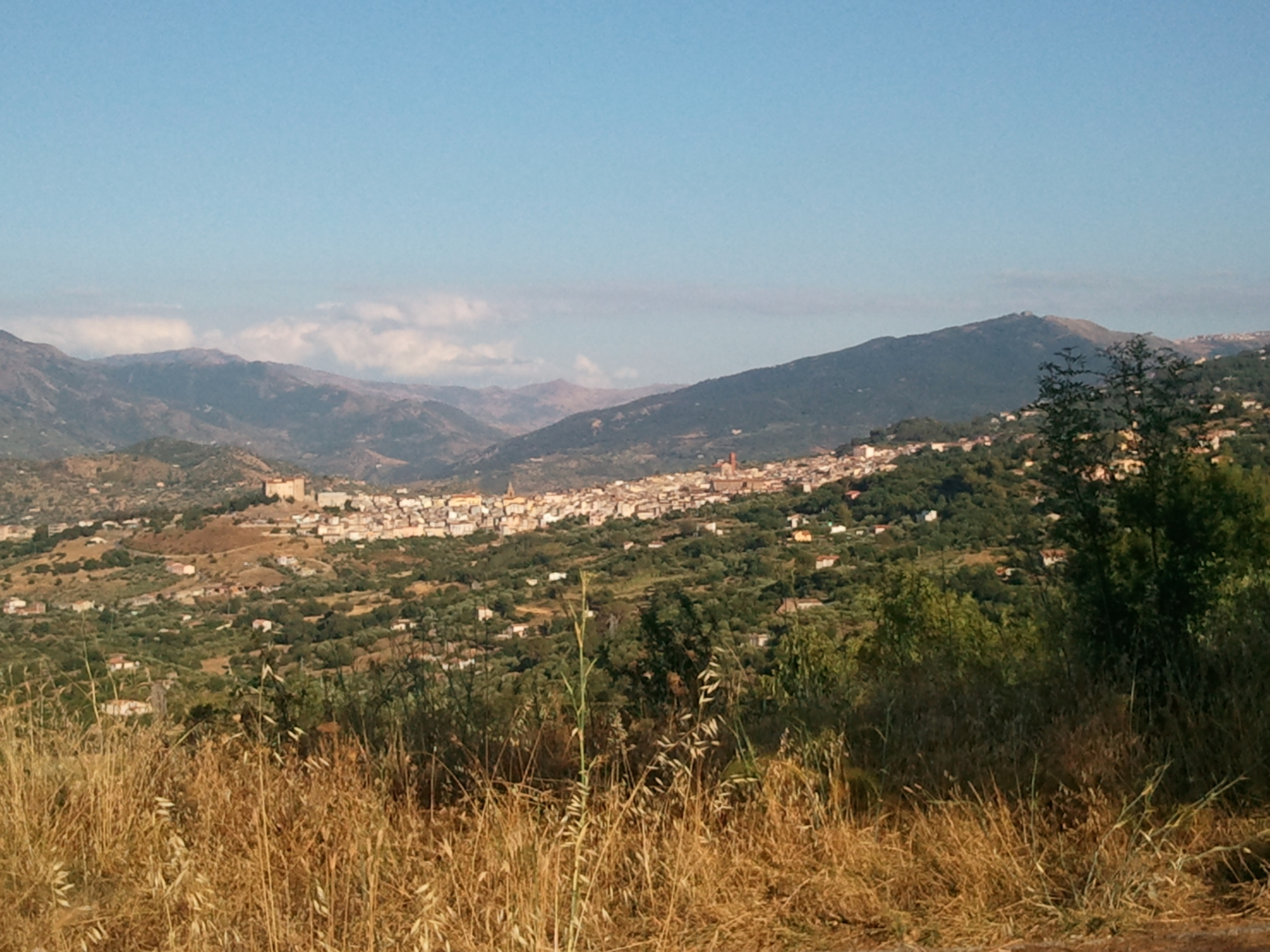
Panorama